# Petr Pavel
Petr Pavel (* 1. listopadu 1961 Planá) je český politik a armádní generál ve výslužbě, od března 2023 čtvrtý prezident České republiky. Úřadu se ujal složením slibu 9. března 2023 na společné schůzi obou komor Parlamentu.
V letech 2012–2015 byl náčelníkem Generálního štábu Armády České republiky a mezi roky 2015 a 2018 působil ve funkci předsedy vojenského výboru NATO; stal se tak prvním zástupcem zemí bývalé Varšavské smlouvy, který nastoupil do nejvyšší vojenské funkce Severoatlantické aliance. Se ziskem 35,40 % hlasů vyhrál první kolo přímé prezidentské volby v roce 2023. Ve druhém rozhodujícím kole zvítězil s 58,32 % hlasů nad Andrejem Babišem.

## Mládí a vzdělání
Petr Pavel se narodil roku 1961 v Plané u Mariánských Lázní do rodiny příslušníka Československé lidové armády, pocházejícího ze Lhoty za Červeným Kostelcem. Otec, plukovník Josef Pavel (1937–2020), působil jako zpravodajec a měl na starost i elektronický průzkum, mimo jiné zachycování a analyzování zpráv armád NATO; v letech 1973 až 1989 působil v Táboře na tamním velitelství Západního vojenského okruhu. Matka Marie (1940–2005) pocházela z rodiny živnostníků a byla absolventkou Vyšší hospodářské školy v Trutnově.
V letech 1975 až 1979 Petr Pavel studoval na Vojenském gymnáziu Jana Žižky z Trocnova v Opavě. Po jeho absolvování pokračoval v letech 1979–1983 studiem na Vysoké vojenské škole pozemního vojska ve Vyškově. Následně se v rozmezí let 1988 a 1991 vzdělával v postgraduálním kurzu organizovaném 26. oddělením Zpravodajské správy Generálního štábu (tzv. Zpravodajským institutem) pro pracovníky vojenské rozvědky pro práci v zahraničí a speciální úkoly (s krycím jménem Pávek a v prvním ročníku pod krytím Vojenské akademie Antonína Zápotockého v Brně). Archivní dokument shrnující Pavlovo studium uvádí, že „ke studiu předmětu přistoupil zodpovědně, potvrdil velmi dobré předpoklady pro zvládnutí agenturní přípravy“.
Zásah na Národní třídě dne 17. listopadu 1989 viděl z okna své školy, ale nijak se nezapojil. Po změně režimu získal zahraniční vzdělání studijními pobyty ve Spojených státech (Defense Intelligence College v Bethesdě, 1992) a ve Spojeném království (štábní škola v Camberley, 1996, a později Královská akademie obranných studií v Londýně, 2005), kde nakonec na King's College London v letech 2005–2006 vystudoval postgraduální program mezinárodní vztahy.

## Vojenská kariéra

### 1983–1989: Počátky
Po ukončení vysoké vojenské školy ve Vyškově roku 1983 Pavel začínal u výsadkového vojska. Přihlášku do Komunistické strany Československa podal v roce 1983 a po dvouletém kandidátství byl 13. února 1985 do strany přijat. Později se stal předsedou základní organizace KSČ. Pavel to po letech v rozhovoru pro Respekt potvrdil a uvedl své pohnutky ke vstupu do strany.
Roku 1988 sloužil jako výsadkář-průzkumník u vojenského útvaru VÚ 8280 v Prostějově. K 1. květnu 1988 byl v hodnosti kapitána velitelem 3. výsadkové průzkumné roty 1. výsadkového průzkumného praporu v rámci 22. výsadkové brigády speciálního určení. Na konci srpna roku 1988 se Pavel před nástupem na postgraduální kurz stal členem Zpravodajské správy Generálního štábu. V posudku k propůjčení medaile Za službu vlasti roku 1988 byl hodnocen jako třídně uvědomělý a politicky vyspělý, napomáhající prosazovat vedoucí úlohu strany mezi podřízenými, dobře zabezpečující bojovou pohotovost jednotky a odvádějící „vytrvalou, obětavou a příkladnou práci“.

### 1990–2014: Vojenský diplomat a velitel
Po dokončení studií na Vojenské akademii v roce 1991 (obor velitelsko-štábní, zpravodajský) nastoupil na generální štáb československé armády, kde rok sloužil v rámci Zpravodajské správy Generálního štábu jako vedoucí starší důstojník odboru řízení vojenských úřadů v zahraničí.

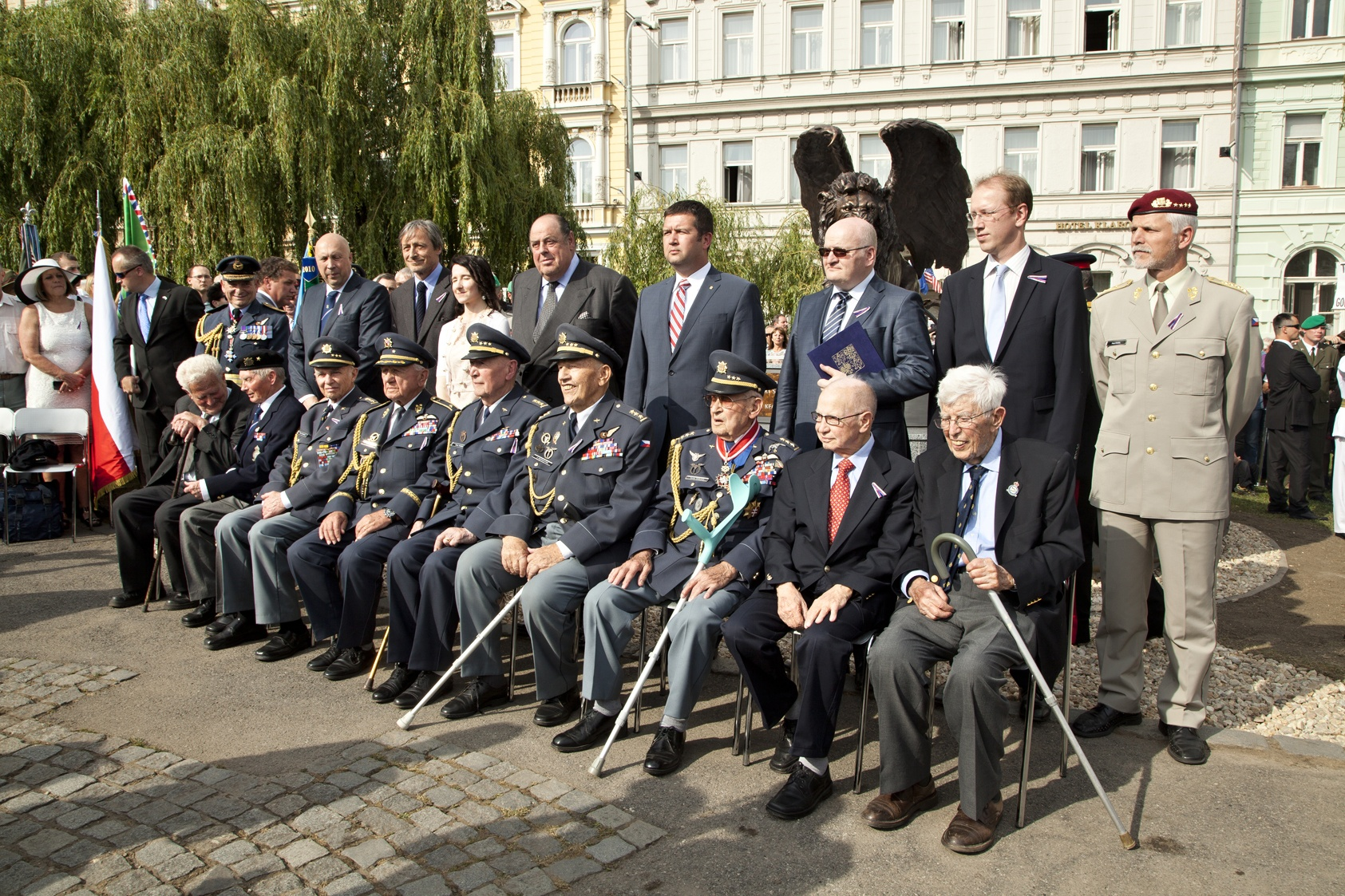
Odhalení památníku Okřídlený lev, věnovaného českým letcům RAF ve 2. světové válce 17. června 2014 za přítomnosti válečných veteránů, českých politiků a zástupců generálního štábu Armády ČR

Od října 1992 do dubna 1993 byl operačním důstojníkem praporu mírových sil OSN v misi UNPROFOR v Jugoslávii, kde v lednu 1993 jeho jednotka při dobrovolné operaci pomohla zachránit přes 50 odříznutých francouzských vojáků z válečné zóny mezi Srby a Chorvaty. Podplukovník Pavel za tuto misi obdržel nejvyšší francouzské vojenské vyznamenání a nakonec „za nevšední odvahu“ i nejvyšší státní vyznamenání – Řád čestné legie. Český prezident Václav Havel mu udělil Medaili Za hrdinství.
V letech 1993–1994 byl zástupcem vojenského a leteckého přidělence České republiky v Belgii. Po návratu do Česka se stal asistentem ředitele Vojenského zpravodajství, generálporučíka Radovana Procházky. V téže době rovněž spolupracoval s ministrem obrany Lubošem Dobrovským. Po absolvování ročního kurzu v Londýně v roce 1996 působil jako zpravodajský důstojník, poté byl mezi lety 1997 a 1999 velitelem 6. speciální brigády v Prostějově. V letech 1999–2002 byl zástupcem na velitelství NATO v nizozemském Brunssumu. Roku 2002 byl krátce zástupcem velitele 1. mechanizované brigády v Brně a v letech 2002–2003 byl velitelem specializovaných sil Armády České republiky. Počátkem roku 2003 působil jako zástupce na velitelství operace Trvalá svoboda v Tampě v USA.
Během americké invaze do Iráku v březnu 2003, kdy působil jako styčný důstojník na americkém velitelství v Kataru, varoval, že Irák by mohl použít proti invazním jednotkám zbraně hromadného ničení.
Od konce roku 2003 byl velitelem specializovaných sil a zástupcem velitele společných sil Armády České republiky. Po ročním studiu v Londýně v roce 2005 byl ředitelem operačního odboru sekce rozvoje druhů sil na operační sekci ministerstva obrany. V letech 2007–2009 byl zástupcem vojenského představitele České republiky při NATO a Evropské unii v Bruselu a následně v letech 2010–2011 zástupcem České republiky na Vrchním velitelství spojeneckých sil v Evropě u belgického Monsu. V roce 2011 byl členem odborné komise, která sepsala Bílou knihu o obraně, hodnotící stav a navrhující opatření na zlepšení obrany České republiky.
Od července 2011 do června 2012 byl zástupcem náčelníka Generálního štábu Armády České republiky Vlastimila Picka, kterého 1. července 2012 ve funkci vystřídal. Do funkce byl jmenován prezidentem republiky Václavem Klausem 29. června 2012 a stal se prvním náčelníkem generálního štábu, jenž si prošel vojenským nasazením v zahraniční misi. Jako náčelník generálního štábu se Pavel zasazoval o to, aby se rozpočet české armády nesnižoval, a prosazoval to u prezidenta republiky, ministra obrany Alexandra Vondry a dalších politiků. Snažil se o spolupráci s akademiky a pořádání diskusních fór na téma obrany. Podpořil účast českých vojáků ve válce v Afghánistánu a uvedl, že obrana republiky „bude začínat ne na hranicích České republiky, ale na vnějších hranicích NATO, a někdy i za nimi, často tisíce kilometrů od nás“. Později prohlásil, že by bylo velkou chybou, kdyby čeští vojáci opustili Afghánistán pod tlakem veřejného mínění.

### 2015–2018: NATO
Dne 21. července 2014 navrhla Sobotkova vláda Pavla pro období 2015–2018 do pozice předsedy vojenského výboru NATO, jenž představuje po generálním tajemníkovi druhý nejvyšší post Severoatlantické aliance. Vojenský výbor NATO je nejvyšším vojenským orgánem aliance, v němž jsou zastoupeni náčelníci generálních štábů členských zemí. Tento orgán udílí instrukce dvěma dominantním strategickým velitelstvím NATO. Pavlovu kandidaturu podpořil také prezident republiky Miloš Zeman. Na vilniuském zasedání výboru byl 20. září 2014 do této funkce zvolen, když předčil kandidáty z Itálie a Řecka.

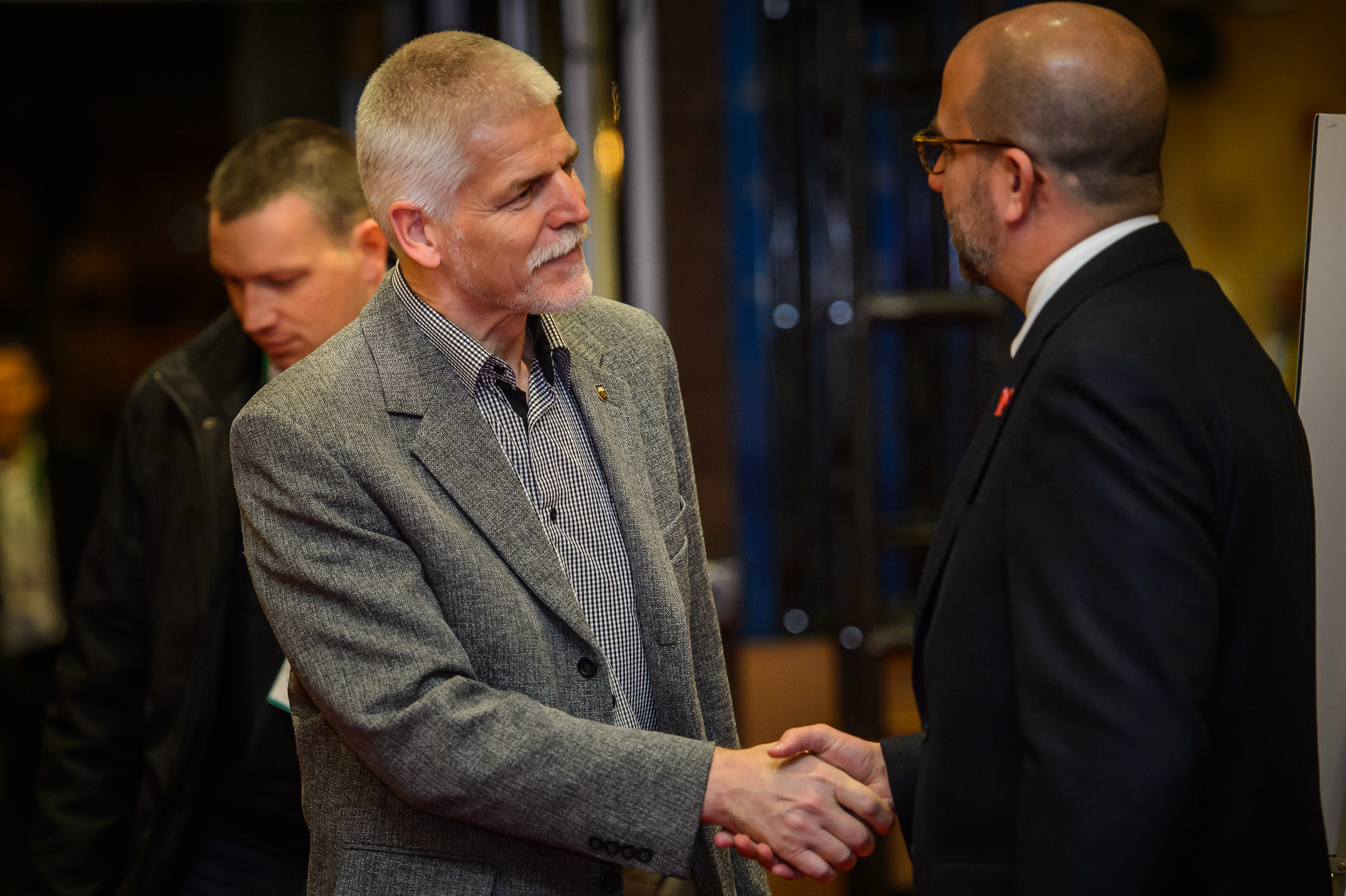
Petr Pavel s belgickým premiérem Charlesem Michelem na Konferenci o mezinárodní bezpečnosti v Halifaxu, listopad 2015

Tříleté funkční období generála Pavla v NATO začalo 26. června 2015. V pozici vystřídal dánského generála Knuda Bartelse a stal se prvním odborným poradcem generálního tajemníka Jense Stoltenberga. Pavlův předchůdce Bartels po jeho zvolení vyjádřil přesvědčení, že „díky svým zkušenostem a znalosti záležitostí a procesů NATO odvede [Pavel] skvělou práci, aby vojenský výbor zůstal silný“. Jako hrozby, jimž NATO během jeho působení čelilo, Pavel zmínil radikalismus na Blízkém východě a teroristickou organizaci Islámský stát. V souvislosti s nástupem do nové funkce v NATO odstoupil z pozice náčelníka Generálního štábu Armády České republiky; v této funkci jej k 1. květnu 2015 nahradil Josef Bečvář. Slavnostní ceremoniál spojený s předáním funkce se konal o tři dny později.
Během svého působení ve vedení vojenského výboru se zabýval prováděním rozhodnutí přijatých na summitu NATO ve velšském Newportu v roce 2014, kde zastupoval Českou republiku společně s prezidentem Milošem Zemanem a ministrem obrany Martinem Stropnickým, včetně Akčního plánu připravenosti. Věnoval se zvyšování ochrany vzdušného prostoru aliance, posílení alianční pozice v oblasti odstrašování, úpravě velitelské struktury NATO a podpoře operací Rozhodná podpora v Afghánistánu a KFOR v Kosovu. Zapracoval na obnovení dialogu s Ruskem, narušeného po anexi Krymu.

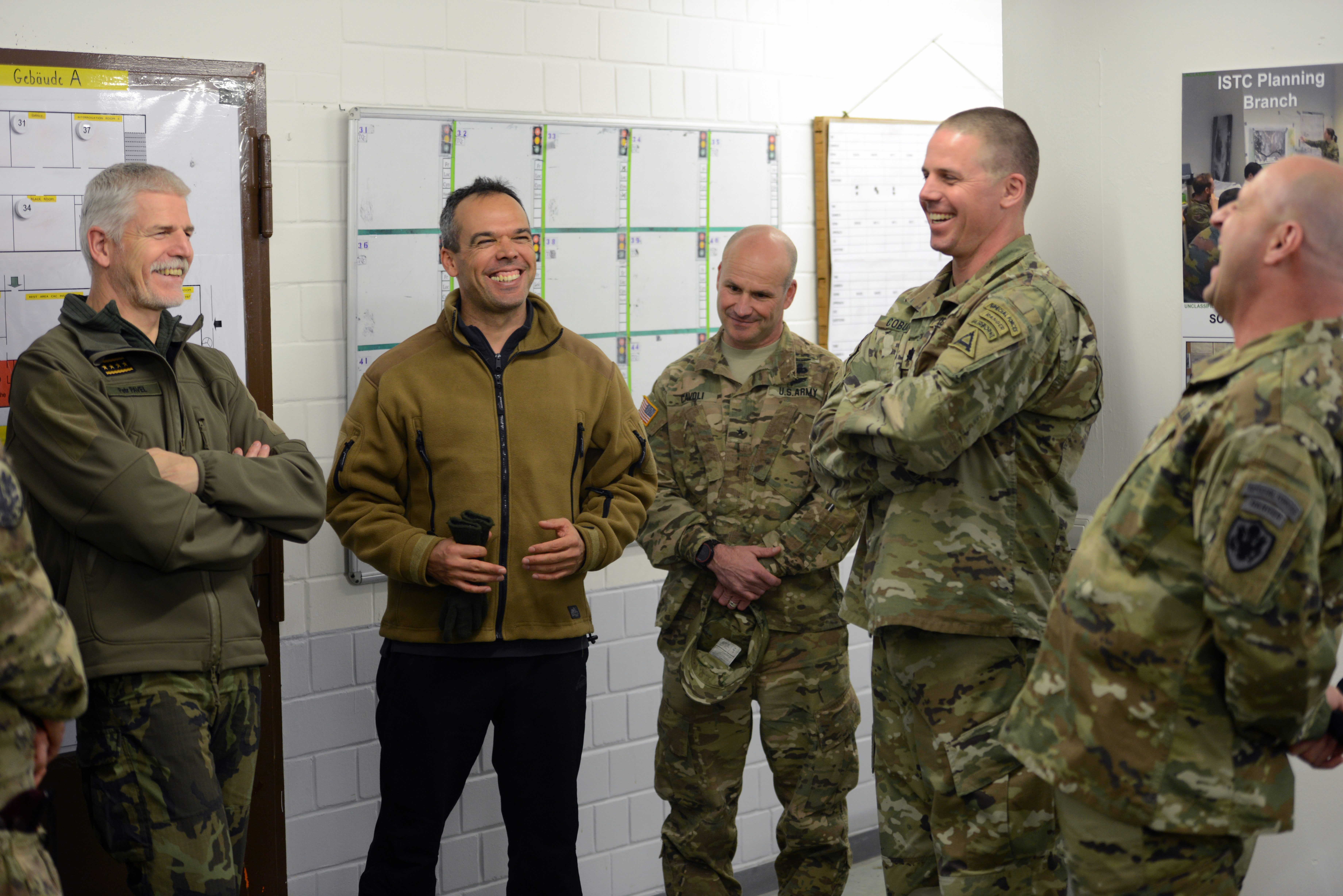
Petr Pavel na návštěvě Mezinárodního centra speciálního výcviku v Německu, rok 2016

V roce 2016 vyjádřil názor, že Rusko je nebezpečnější než Islámský stát a hrozba terorismu a uprchlíků byla v České republice přeceňována.
V čele vojenského výboru jej po skončení funkčního období v závěru června 2018 nahradil vrchní maršál letectva sir Stuart Peach ze Spojeného království, zvolený v září 2017 z pozice náčelníka vrchního štábu britských ozbrojených sil. Jens Stoltenberg při jeho odchodu z funkce uvedl, že Pavel „znamenitě vedl vojenský výbor během klíčového období historie NATO,“ a poděkoval mu za pomoc a podporu. V březnu 2018 obdržel Pavel za to, že „skvěle provedl Vojenský výbor NATO, včetně zástupců národních armád a národních náčelníků generálních štábů, nejnáročnějším obdobím v nedávných dějinách aliance“, nejvyšší americké vojenské vyznamenání udělované cizinci – komandér Záslužné legie. Při jeho odchodu do armádní výslužby 30. listopadu 2018 analytici jako František Šulc a Lukáš Dyčka oceňovali Pavlovy diplomatické schopnosti a civilní přesah.
Vzpomínky na svou vojenskou kariéru popsal Pavel společně s jinými náčelníky generálního štábu v knize Devět generálů, vydané v roce 2023 k oslavě 30 let české armády.

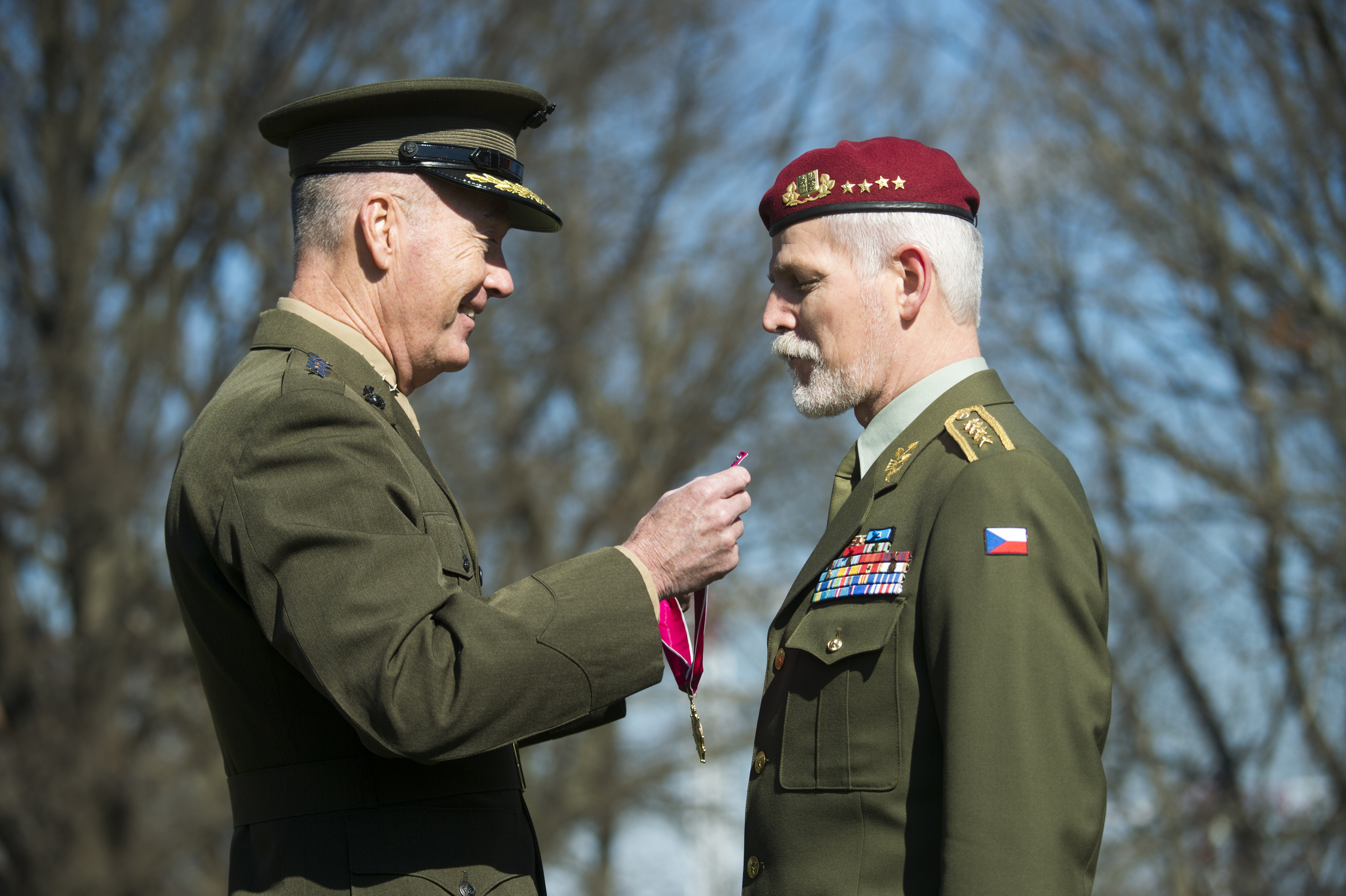
Předseda amerického Sboru náčelníků Joseph F. Dunford vyznamenává Petra Pavla, rok 2018

### Vojenské hodnosti
- 1. prosince 2002 – brigádní generál[52]
- 8. května 2010 – generálmajor[53]
- 8. května 2012 – generálporučík[54]
- 8. května 2014 – armádní generál[55]

## Politická kariéra

### Prezidentská kampaň
O možné kandidatuře Petra Pavla na funkci prezidenta České republiky se spekulovalo dlouhodobě, v průzkumech veřejného mínění se v této souvislosti jeho jméno poprvé objevilo již v roce 2015, tedy v souvislosti s prezidentskou volbou v roce 2018, v níž však nakonec kandidátem nebyl. V listopadu 2019 připustil, že pokud budou mít šanci na zvolení lidé, kteří by byli z jeho pohledu pro Česko nebezpečím a rizikem, tak by mohl kandidovat. Teprve 29. června 2022 potvrdil, že se bude ucházet o kandidaturu v prezidentské volbě v roce 2023. Uvedl také, že začal se sběrem podpisů občanů. Kampaň financoval z darů podporovatelů, od žádného dárce neplánoval přijmout částku vyšší než 3 miliony korun.
Podle průzkumu agentury Median ze srpna 2022 měl Pavel šanci v prvním kole prezidentských voleb získat 22 % hlasů a postoupit do druhého kola, v němž by porazil poměrem hlasů 58 % : 42 % bývalého premiéra Andreje Babiše.

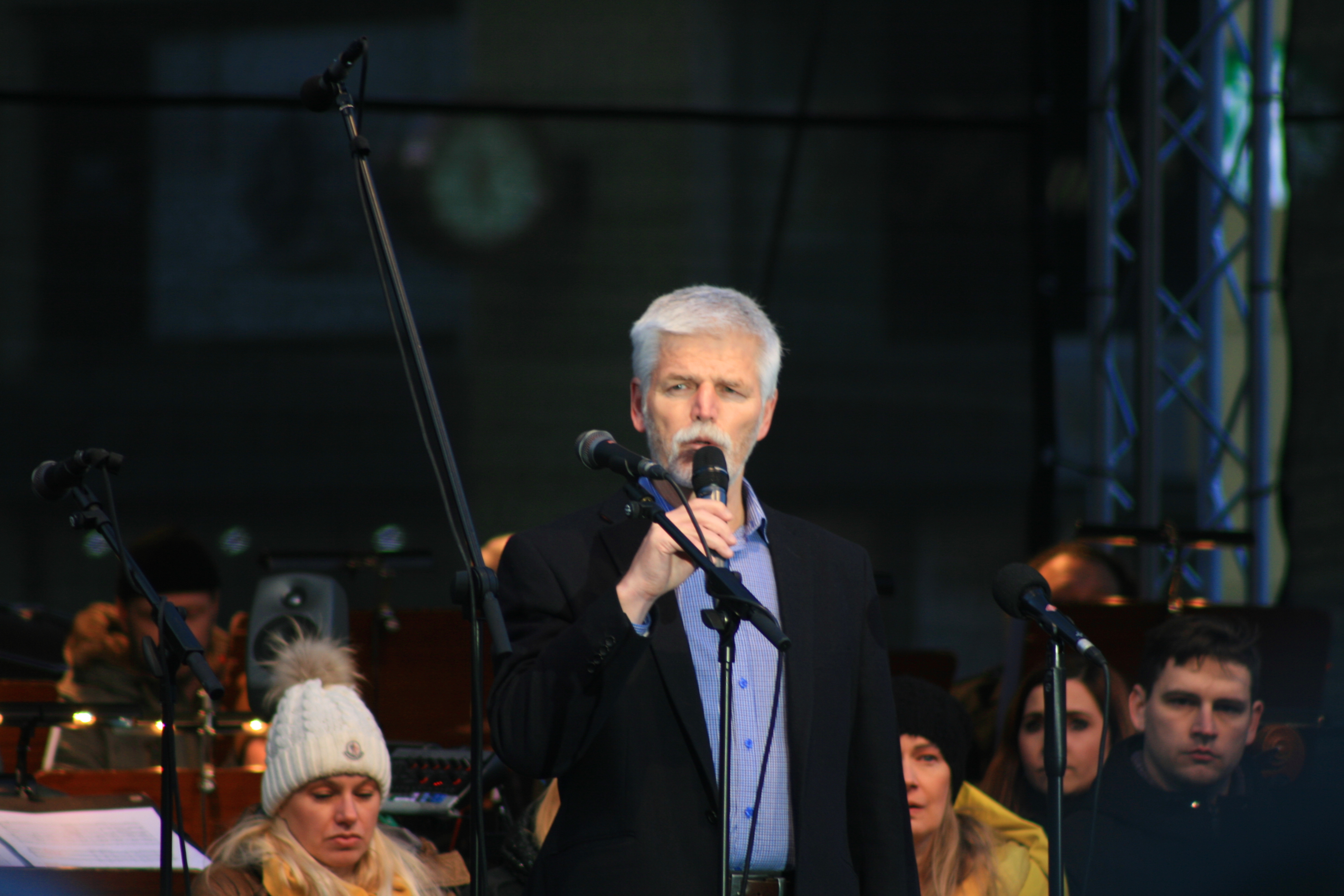
Petr Pavel během shromáždění na podporu Ukrajiny v Brně, březen 2022

Svou kandidaturu na prezidenta oficiálně oznámil dne 6. září 2022, kdy představil své volební heslo „Vraťme Česku řád a klid“ a vizi stát se nezávislým prezidentem, načež za burácení motocyklů Harley spustil v Praze před Píseckou branou ostrou předvolební kampaň. Prohlásil, že Česká republika si zaslouží hlavu státu, která v časech krize promlouvá klidným a srozumitelným hlasem, mírní vášně a vede ke společnému cíli. Dne 27. září oznámil na svém facebookovém profilu, že nasbíral již více než 55 tisíc podpisů (zákonná podmínka pro občanské kandidáty je 50 tisíc); nakonec jich 7. listopadu navrhovatel jeho kandidatury Tomáš Kulhánek na ministerstvo vnitra přinesl 81 250. Z nich po vyškrtnutí neplatných záznamů uznalo ministerstvo 81 083 podpisů a na základě toho 25. listopadu rozhodlo o zaregistrování jeho kandidátní listiny.
Symbolem jeho kampaně se staly flanelové košile, v nichž pravidelně vystupoval. Pro užívání tohoto materiálu na sociálních sítích a předvolebních akcích byla některými komentátory kampaň označována za „flanelovou revoluci“. Organizace Transparency International označila 5. ledna 2023 Pavlovu kampaň se známkou 2,7 za druhou nejtransparentnější, po kampani Danuše Nerudové. Jeho kampaň byla zároveň podle analytiků nejčastějším terčem dezinformací. Těsně před 1. a 2. kolem voleb byly jeho webové stránky napadeny ruskou hackerskou skupinou.
Se ziskem 1 975 156 hlasů (35,40 %) těsně vyhrál 1. kolo prezidentských voleb s náskokem přibližně 0,4 procentního bodu (22 942 voličských hlasů) před kandidátem hnutí ANO 2011 Andrejem Babišem, oba tak postoupili do 2. kola. Před 2. kolem začal Pavel pořádat velká setkání s lidmi v regionech, například v Ústí nad Labem, v Ostravě či v Brně. Na tato shromáždění ho přišly podpořit podle odhadů tisíce lidí. Ve 2. kole prezidentských voleb zvítězil Pavel s 3 359 301 hlasů (58,32 %) a stal se tak zvoleným prezidentem České republiky. Poražený kandidát Babiš získal 2 399 898 hlasů (41,67 %).

V projevu po svém zvolení uvedl:
Rozumím i tomu, že mnozí teď cítí zklamání, protože jejich favorit nevyhrál. Zároveň ale vnímám to, že v této zemi nevidím vítězné ani poražené voliče. Vidím, že v této volbě vyhrály hodnoty. Hodnoty jako pravda, důstojnost, respekt a pokora. Jsem přesvědčený, že tyto hodnoty sdílí naprostá většina z nás. Rozhodně stojí za to, abychom se snažili, aby byly součásti našich životů a aby se vrátily na Hrad a do naší politiky. (...) Na závěr mi dovolte říct, že za úspěch svého prezidentství budu považovat pouze a jen náš společný úspěch.

#### Spory o činnost v době komunismu
Před prezidentskou volbou se ve veřejném prostoru probírala Pavlova komunistická minulost. V září 2022 odborník na studium totalitních režimů Petr Blažek poukázal na údajné nepřesnosti v Pavlových výpovědích ohledně této věci. Pavel Blažka označil za lháře, nicméně nespecifikoval tvrzení, které by nebylo pravdivé.
Po kurzu pro pracovníky vojenské rozvědky bylo prý zvažováno Pavlovo zpravodajské nasazení v západních státech. Bývalý spolužák z kurzu Pavel Beneš v říjnu 2022 prohlásil, že Pavel byl vůči režimu loajální a hájil jeho zájmy, a to i u jeho konce. Dle Beneše byl kurz přípravkou na diplomatickou špionáž na Západě; spolužák byl také údajně kádrován za schvalování petice Několik vět na výboru základní organizace KSČ, jehož byl Pavel předsedou. Proti nařčení se Pavel ohradil, označil je za pomluvu a na svou obhajobu zveřejnil vyjádření dalších dvou spolužáků, Jaroslava Gojfára a Pavla Zůny, kteří se ho zastali. Tvrzení o jeho protekčním postavení označil historik Eduard Stehlík za nepodloženou spekulaci. Za Pavla se postavil i bezpečnostní analytik Andor Šándor, který odmítl, že by kurz připravoval pouze vojenské rozvědčíky. Benešova slova nepotvrdil v odborném vyjádření ani Libor Kuděj z Ústavu zpravodajských studií Univerzity obrany, který uvedl, že absolventi Pavlova kurzu mohli pracovat jako diplomaté. Podle Fora 24 a Deníku N se na zajištění prostoru Benešovi v médiích podílel Miroslav Kříženecký, který před rokem 1989 působil jako vojenský prokurátor a člen KSČ a později pracoval pro kontroverzního podnikatele Františka Mrázka či pro ruskou ambasádu v Praze, v roce 2003 pak byl kandidátem na prezidenta za KSČM. Ten potvrdil svou odbornou podporu Benešovi, aby byla jeho vyjádření právně konformní.
K invazi vojsk Varšavské smlouvy do Československa z roku 1968 se Pavel v životopise sepsaném v roce 1987 vyjádřil takto: „Velký vliv na mé pozdější názory mělo léto roku 1968. Tehdy byli u nás na návštěvě přátelé ze Sovětského svazu. Právě na kontrastu mezi nimi na jedné straně a protisovětskými náladami na druhé mi otec srozumitelně k mému věku vysvětlil podstatu situace. Bylo to účinnější než cokoliv jiného a také trvalejší, posměch ve škole ze strany spolužáků pro mou obhajobu našich přátel mě v názoru tenkrát pouze utvrdil.“ Později invazi odsoudil a za tento životopis se omluvil.
Pavel uvedl, že vstup do KSČ byla chyba a za posledních 33 let ji prý náležitě odčinil. Podle lustračního osvědčení z roku 1992 nebyl spolupracovníkem StB.

#### Dezinformace o Petru Pavlovi
Před 1. a zejména 2. kolem prezidentské volby v lednu roku 2023 se Petr Pavel stal častým cílem dezinformátorů. Ti nejčastěji tvrdili, že v případě zvolení Petr Pavel zatáhne Česko do války na Ukrajině, vyhlásí všeobecnou mobilizaci a pošle tam bojovat české vojáky (ačkoli česká ústava toto neumožňovala a Petr Pavel o ničem takovém nikdy nehovořil). Přímé zapojení do konfliktu na Ukrajině naopak odmítl a uvedl, že vždy pracoval na udržení míru.
Týden před 2. kolem prezidentské volby se internetem začalo šířit manipulativně sestříhané video, které vyznělo v Pavlově snaze přímo zapojit Česko do války na Ukrajině. Po zveřejnění celé stopáže, v nesestříhané verzi, naopak takové zapojení Česka do konfliktu odmítl. Upravené video se poprvé objevilo na ruském propagandistickém kanále, odkud dále šířilo přes dezinformační weby a řetězové e-maily. Tento způsob předvolebního boje odsoudili nejen Pavlovi podporovatelé, ale i někteří podporovatelé protikandidáta Andreje Babiše, například poslanec hnutí ANO Patrik Nacher.
Den před otevřením volebních místností 2. kola se na internetu objevily stránky věrně napodobující oficiální web Petra Pavla, které oznamovaly jeho úmrtí ve čtvrtek 26. ledna 2023 brzy ráno. Stránky byly vytvořeny s doménou .com zaregistrovanou kanadskou společností Tucows. Tuto doménu a web provozovala společnost Njalla z karibského ostrova Nevis, která byla založena v roce 2017 Peterem Sundem (stál například i za projektem The Pirate Bay). Zprávu oznamující úmrtí Pavla na pravděpodobné selhání srdce šířili podvodníci na internetu, pomocí řetězových e-mailů a oznámení rozeslali i do některých novinářských redakcí. Dle experta na českou dezinformační scénu Romana Mácy šlo o profesionální práci se stopami do Ruska (e-mail byl rozesílán ze serverů společnosti Yandex). Policisté případ odložili s tím, že pachatele se nepodařilo vypátrat, nicméně jasné dle vyšetřovatelů je, že dezinformace se začala šířit z Ruska.
Mezi dezinformacemi útočícími před volbami na Pavla se objevovala i obvinění, že je komunistickým rozvědčíkem školeným KGB v Rusku, či naopak že je agentem tajných služeb USA. Koncem listopadu 2022 sdílel na svém twitterovém účtu poslanec hnutí ANO Radek Vondráček fotomontáž Petra Pavla se dvěma muži s fotografií ruského prezidenta Vladimira Putina na tričku. Po upozornění na nepravost fotografie se za sdílení dezinformace omluvil.
Podle odborníků stojí za dezinformacemi lživě útočícími na Petra Pavla obvykle různé proruské weby či čeští podporovatelé Vladimira Putina, kteří v 1. kole voleb obvykle podporovali Jaroslava Baštu či Andreje Babiše. Část dezinformací proti Pavlovi však začal před 2. kolem volby šířit i sám Andrej Babiš a jeho okolí.

#### Podporovatelé
Podporu prezidentské kandidatury Petra Pavla vyslovila, společně s dalšími dvěma kandidáty, koalice SPOLU; členové České pirátské strany v anketě týkající se volby prezidenta nejčastěji hlasovali pro Petra Pavla a další dva kandidáty.
Mezi Pavlovy podporovatele se zařadili např. lékaři Pavel Pafko, Jan Pirk a Tomáš Šebek, herci Daniela Kolářová, Zdeněk Svěrák, Vladimír Polívka, Zlata Adamovská, Petr Štěpánek, Jitka Čvančarová, Petr Čtvrtníček, Milan Šteindler, Ondřej Ruml, režiséři Václav Marhoul a Jan Hřebejk, biochemik Libor Grubhoffer, bývalá předsedkyně Akademie věd Helena Illnerová, studentský aktivista z roku 1989 Jan Bubeník, bývalý velvyslanec v USA a Rusku Petr Kolář, bývalý guvernér ČNB Zdeněk Tůma, zakladatel organizace Člověk v tísni Šimon Pánek, ředitel Knihovny Václava Havla a bývalý diplomat Michael Žantovský, tenistka Lucie Šafářová a hokejista Tomáš Plekanec, spisovatel Jaroslav Rudiš, biskup Václav Malý, kněz a filozof Tomáš Halík, bývalý náčelník generálního štábu Aleš Opata, vojenský historik a ředitel Památníku Lidice Eduard Stehlík, textař Michal Horáček, zpěváci Jaroslav Hutka, Xindl X, Radek Banga a Janek Ledecký.
Z politiků jej podpořili například bývalý ministr životního prostředí Ladislav Miko, europoslankyně za ODS Veronika Vrecionová, europoslanec za KDU-ČSL Tomáš Zdechovský, 1. místopředseda Senátu za hnutí STAN Jiří Drahoš, poslanec TOP 09 Pavel Klíma, bývalá předsedkyně Poslanecké sněmovny a senátorka Miroslava Němcová, senátor Václav Láska, hejtman Moravskoslezského kraje Ivo Vondrák či ostravský primátor Tomáš Macura z hnutí ANO. Z byznysmenů mu podporu vyjádřili filantrop, podnikatel a novinář Jan Dobrovský, spoluzakladatel Tipsportu Jaroslav Beran, Stanislav Bernard, majitel pivovaru Bernard, Zbyněk Frolík, zakladatel Linet Holding, zakladatel Mall.cz Ondřej Fryc, spolumajitelé Y Soft Corporation Václav Muchna a Martin de Martini, zakladatel cukrářské firmy Marlenka Gevorg Avetisjan, finančník a filantrop Libor Winkler, zakladatel firmy ePojisteni.cz Jan Barta, zakladatel firmy Jablotron a mecenáš Dalibor Dědek, Martin Hájek ze společnosti Livesport nebo podnikatel a majitel firmy Lasvit Leon Jakimič.
Po skončení 1. kola prezidentské volby se Petra Pavla rozhodli v kampani podpořit nepostupující kandidáti Danuše Nerudová, Pavel Fischer, Marek Hilšer a Karel Diviš. Podporu mu vyjádřil předseda vlády Petr Fiala a následně i řada podporovatelů jeho protikandidátů, například předseda Senátu Miloš Vystrčil, bývalý premiér a předseda Senátu Petr Pithart, bývalý ministr zahraničí Karel Schwarzenberg, ekonom Tomáš Sedláček, moderátorka Ester Janečková, předseda ČSSD Michal Šmarda, či dobrovolnický tým Danuše Nerudové. Na setkání s voliči v Brně před Janáčkovým divadlem dne 20. ledna 2023 mu vyslovil podporu i herci Ondřej Vetchý a Bolek Polívka, brněnská primátorka Markéta Vaňková nebo hejtman Jihomoravského kraje Jan Grolich.
Kandidaturu Petra Pavla podpořily také menší politické strany a hnutí: SNK Evropští demokraté, Strana zelených, Starostové pro Liberecký kraj, Hnutí Idealisté, Zlín 21, SEN 21, Strana soukromníků České republiky a Volt Česko.

#### Odpůrci
Řada osobností veřejně vyslovila svou nepodporu prezidentské kandidatury Petra Pavla, zejména s poukazem na jeho předlistopadovou činnost a profesní dráhu. Mezi odpůrce se před 1. kolem zařadili např. Michael Kocáb a Miroslav Kalousek. Po skončení 1. kola Kocáb prohlásil, že nedokáže volit žádného z postupujících kandidátů (tj. Pavla ani Babiše) právě kvůli jejich vztahu k režimu před rokem 1989, Kalousek naopak deklaroval záměr v nastalé situaci volit Pavla s tím, že podle kritérií netýkajících se předlistopadové minulosti je pro něj výrazně volitelnější než Babiš.
Babiše naopak podpořil Miloš Zeman, který uvedl, že nechce volit Pavla kvůli jeho menším politickým zkušenostem, nedostatečné kvalifikaci pro řešení problémů netýkajících se armády a faktu, že není obvyklé, aby v „civilizovaných zemích“ byl prezidentem voják.

### Prezident České republiky

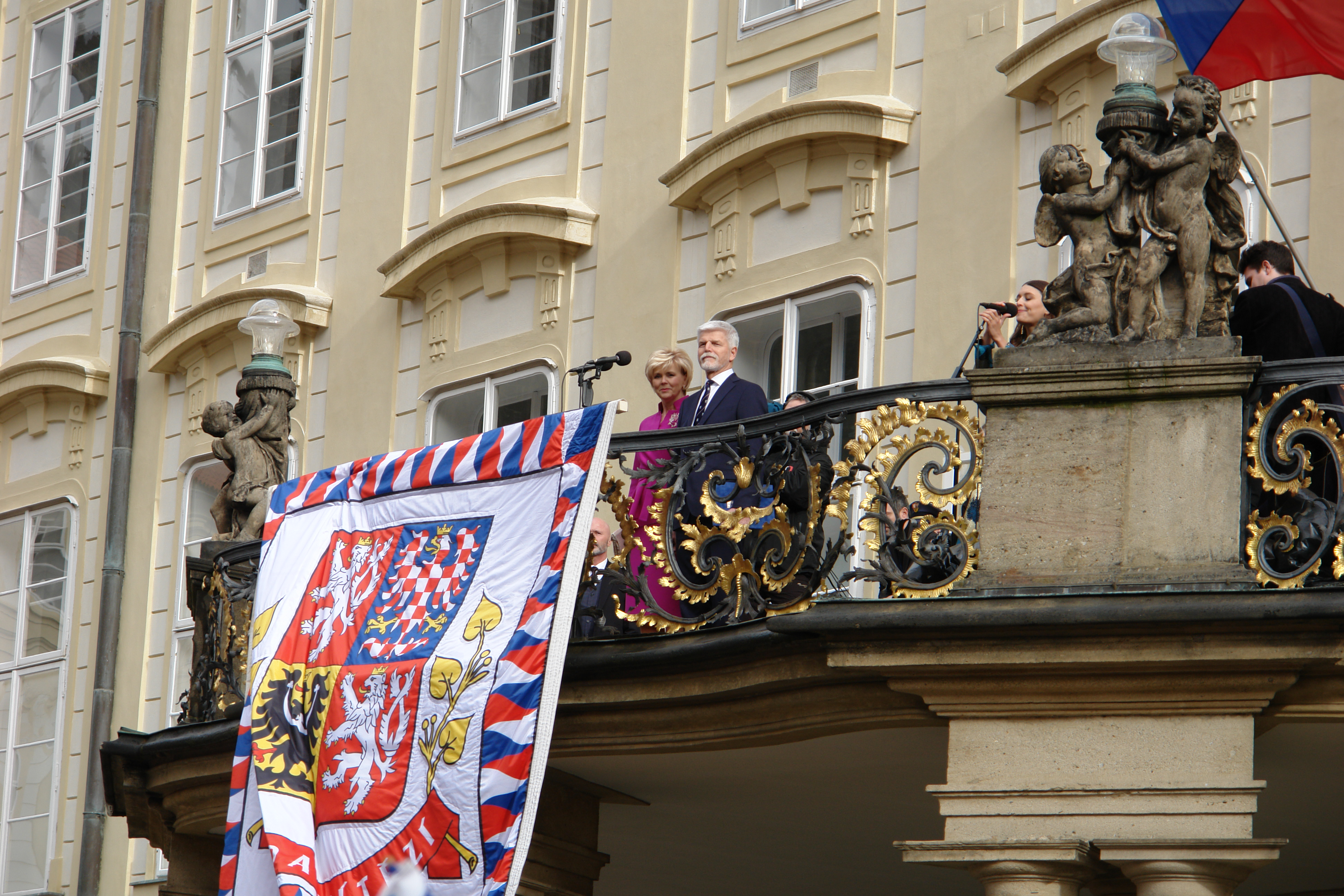
Petr Pavel s chotí Evou Pavlovou během inaugurace na Pražském hradě, 9. březen 2023

Před inaugurací poskytl Pavel řadu rozhovorů světovým médiím včetně CNN a BBC, hovořil s několika světovými státníky, mezi které patřili ukrajinský prezident Volodymyr Zelenskyj, polský prezident Andrzej Duda a tchajwanská prezidentka Cchaj Jing-wen. Stal se tak první evropskou zvolenou hlavou státu, která si s tchajwanskou prezidentkou v nedávné historii telefonovala.
Zúčastnil se Mnichovské bezpečnostní konference, setkal se mimo jiné s francouzským prezidentem Emmanuelem Macronem a rakouským prezidentem Alexanderem Van der Bellenem.
Inaugurace Petra Pavla novým prezidentem České republiky se uskutečnila 9. března 2023. Ve svém inauguračním projevu zdůraznil důstojnost, respekt a slušnost, uvedl, že by se chtěl podílet na tvorbě společné vize pro Českou republiku.

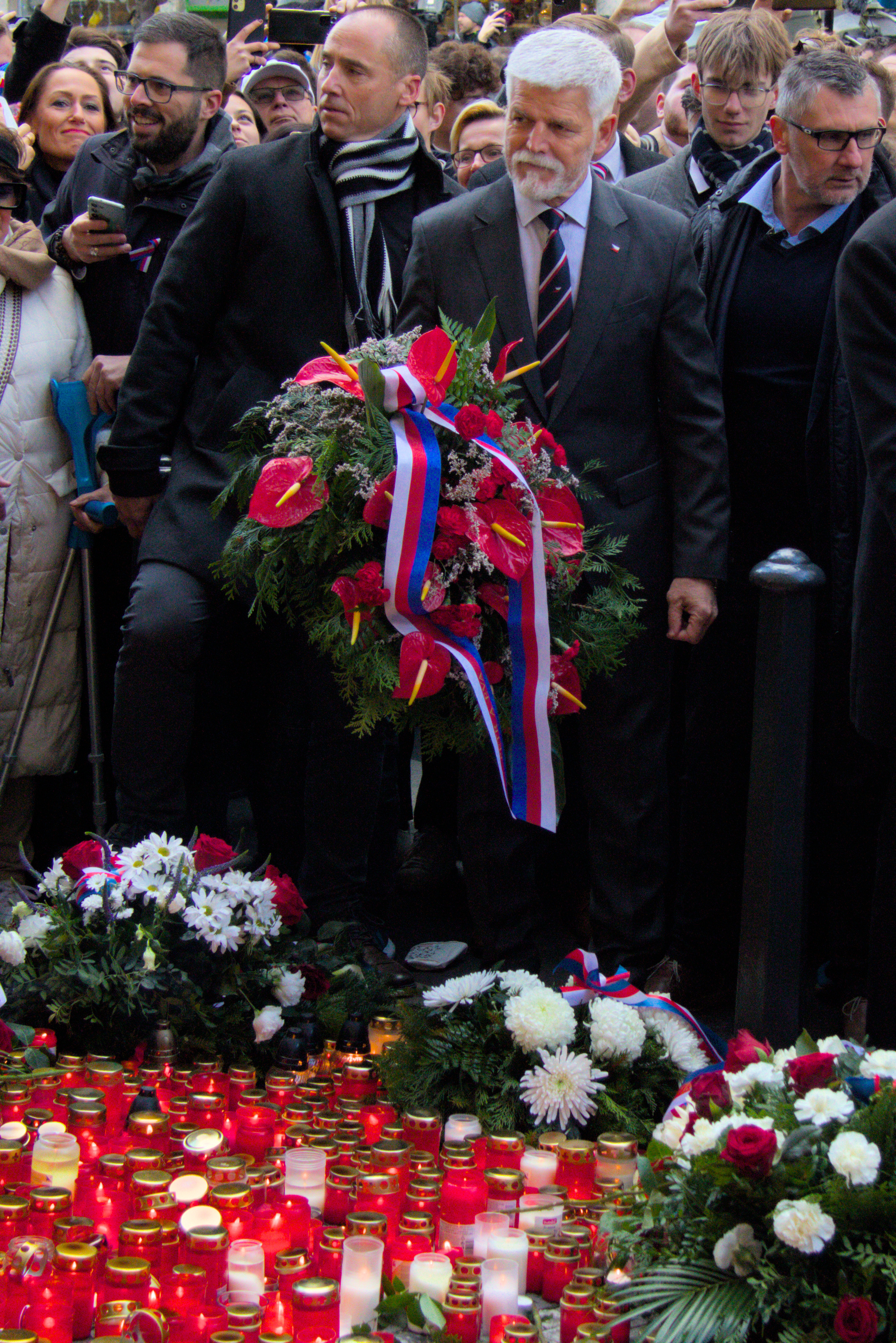
Petr Pavel na Národní třídě, 17. listopadu 2023

Dle průzkumu agentury CVVM důvěra v úřad prezidenta po nástupu Pavla do funkce výrazně vzrostla, a to z 38 na 58 %. Jemu konkrétně pak dle dalšího průzkumu důvěřovalo 59 % respondentů. Pavlovi pak důvěřovala naprostá většina voličů vládních uskupení, tedy koalice SPOLU, hnutí STAN a Pirátů, naopak většina příznivců opozičních hnutí ANO a SPD mu vyjádřila nedůvěru. Pavel rovněž dosahoval větší podpory u mladých a také vysokoškolsky vzdělaných respondentů.
V červnu 2023 se Pavel jako první hlava státu po 10 letech zúčastnil oficiální návštěvy Prahy.
Dne 15. ledna 2024 přiletěl do Izraele, kde v Jeruzalémě jednal s prezidentem Jicchakem Herzogem i premiérem Benjaminem Netanjahuem a vyjádřil Izraeli podporu ve válce s Hamásem na území Pásma Gazy. Následně navštívil Katar, kde jednal s vládnoucím emírem. Podle zahraničněpolitického analytika Břetislava Turečka „Petr Pavel příjemně překvapil. Jako první český politik totiž poprvé od teroristického útoku zcela otevřeně promluvil i o zájmech Palestinců, o utrpení, kterým procházejí v Gaze.“ Po setkání s Herzogem a Netanjahuem Pavel prohlásil, že hnutí Hamás si bere palestinské civilisty jako „živé šíty“ a „ten, kdo nese hlavní vinu za civilní oběti, není izraelská armáda, ale Hamás sám.“
V lednu 2024 navštívil jako soukromá osoba Rallye Dakar 2024 v Saúdské Arábii, kam přicestoval jako první český prezident od Václava Havla v roce 2001. Během návštěvy se zúčastnil oběda se saúdským králem Salmánem.
V dubnu 2024 se během státní návštěvy Rwandy setkal s rwandským prezidentem Paulem Kagamem. Zúčastnil se také vzpomínkového ceremoniálu ke 30. výročí začátku rwandské genocidy.
V září 2024 podpořil jako „sebeobranu“ izraelské letecké útoky na Libanon. V červnu 2025 zveřejnil lékařskou zprávu ze své preventivní prohlídky.
Koncem července 2025 se jako soukromá osoba setkal v indické Dharamsale s nejvyšším tibetským vůdcem dalajlamou. Čínské ministerstvo zahraničí oznámilo, že na protest proti setkání Čína „ukončuje veškeré kontakty“ s prezidentem Pavlem. Pavel prohlásil, že nikdy nerozporoval politiku jedné Číny a nechápe čínskou reakci.
Dne 18. srpna 2025 prohlásil, že podporuje Izrael, ale nesouhlasí s politikou izraelského premiéra Netanjahua, která vedla k humanitární katastrofě v Pásmu Gazy. Podle Pavla „To, co se děje v Gaze, vyžaduje okamžité řešení a akci, která povede ke zlepšení humanitární situace místního obyvatelstva.“ Ohradil se i proti bezvýhradné podpoře Izraele vládou Petra Fialy.

## Občanské a dobrovolnické aktivity
Jako předseda vojenského výboru NATO vystoupil v roce 2017 na výroční konferenci Aspen Institutu a Hospodářských novin Kam kráčíš Česko a i v dalších letech vystupoval na konferencích tohoto institutu. Po odchodu do armádní výslužby v roce 2018 zůstal aktivní v občanském životě.
V roce 2019 založil společně s diplomatem Petrem Kolářem, podnikatelem Františkem Vrabelem a manažerem Radkem Hokovským spolek Pro bezpečnou budoucnost.
Spolu s lidmi stojícími za spolkem Pro bezpečnou budoucnost založil na jaře roku 2020 iniciativu a sbírku Spolu silnější za účelem koordinace a podpory dobrovolníků v boji s koronavirem. Iniciativa podporovala výrobu a distribuci ochranných pomůcek či pomoc zdravotníkům a sociálním pracovníkům. Během léta 2020 Petr Pavel sbíral zkušenosti od zástupců škol, obcí, bezpečnostních složek a podnikatelů za účelem přípravy na 2. vlnu epidemie. Následně sestavil tým expertů a doporučení pro zvládání krizí, která vyzývala politiky ke vzniku systému protikrizové ochrany, který by zajišťoval např. monitoring hrozeb a fungování kritické infrastruktury v případech typu živelných a zdravotnických pohrom, blackoutů, teroristických a kybernetických útoků, migračních vln či průmyslových havárií.

## Politické postoje

### Mezinárodní politika
Petr Pavel se opakovaně vyslovil pro aktivní české členství v Evropské unii a NATO a vyjádřil
prozápadní a proevropské postoje. V únoru 2023 prohlásil, že turecký prezident Recep Tayyip Erdoğan, který odmítal schválit vstup Švédska do NATO, se chová jako na tureckém bazaru.
Jako jeden z mála českých politiků kritizoval vládu Benjamina Netanjahua kvůli některým krokům Izraele během války v Pásmu Gazy. V květnu 2025 upozornil na zhoršující se humanitární situaci v Gaze v důsledku izraelské blokády. Podpořil dvoustátní řešení izraelsko-palestinského konfliktu.

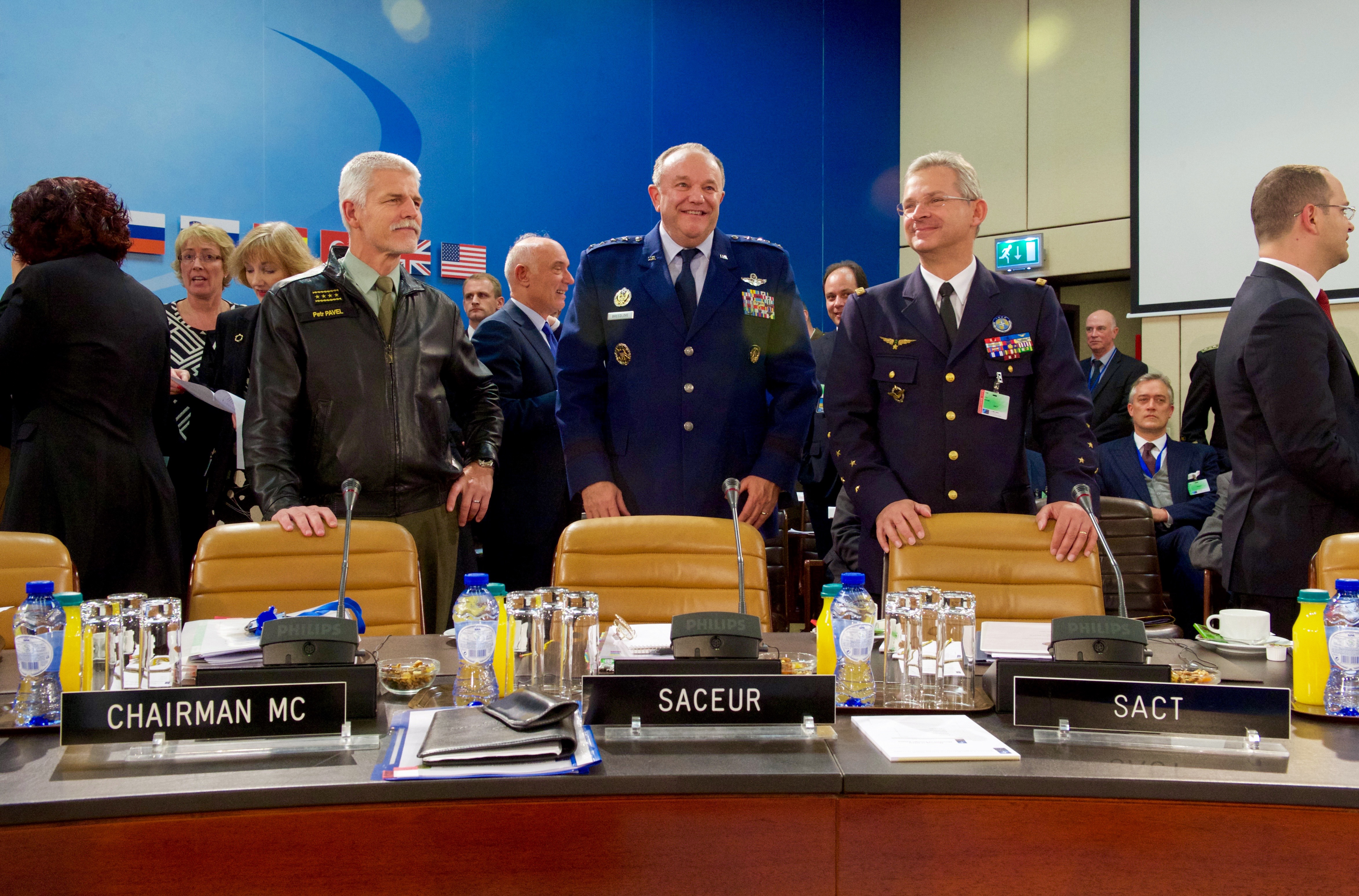
Petr Pavel jako předseda Vojenského výboru NATO s vrchním velitelem spojeneckých sil v Evropě Philipem Breedlove a velitelem spojeneckých sil pro transformaci Denisem Mercierem

Dlouhodobě upozorňuje na nebezpečí Ruska, vojenskou agresi z ruské strany předpověděl v roce 2015. Po vypuknutí ruské invaze Ukrajinu v únoru 2022 se Pavel zařadil k podporovatelům napadeného státu a rozpoutaný konflikt označil za „válku proti systému vedení mezinárodních vztahů“. Uvedl, že Západ měl po ruské anexi Krymu a ovládnutí části Donbasu separatisty, podporovanými Ruskem jednat razantněji a prosadit pro civilisty bezpečnostní koridory hlídané OBSE. Domníval se původně, že Rusové po začátku invaze budou schopni udržet to, co obsadili, a Ukrajina nebude mít dostatečné zdroje na vytlačení ruské armády včetně Krymu, a to ani s pomocí západních zemí. V prosinci 2022 připustil, že Ukrajina může válku vyhrát, a poukázal na důležitost pomoci Ukrajině pro bezpečnost Česka; zároveň uvedl, že je třeba s Rusy jednat a hledat vzájemné porozumění. Po eventuálním skončení války by předem nezavrhoval budoucí vztahy s Ruskem, pokud ono samo zahájí normálnější vztahy s okolním světem a uzná suverenitu sousedních zemí. V rozhovoru poukázal na nebezpečí kolapsu Ruska a úplné destabilizace jaderné velmoci; případný konec prezidenta Putina podle něj mohl znamenat nástup někoho ještě horšího. Postup západních zemí by podle něj měl být společný, opatrný a zároveň razantní.

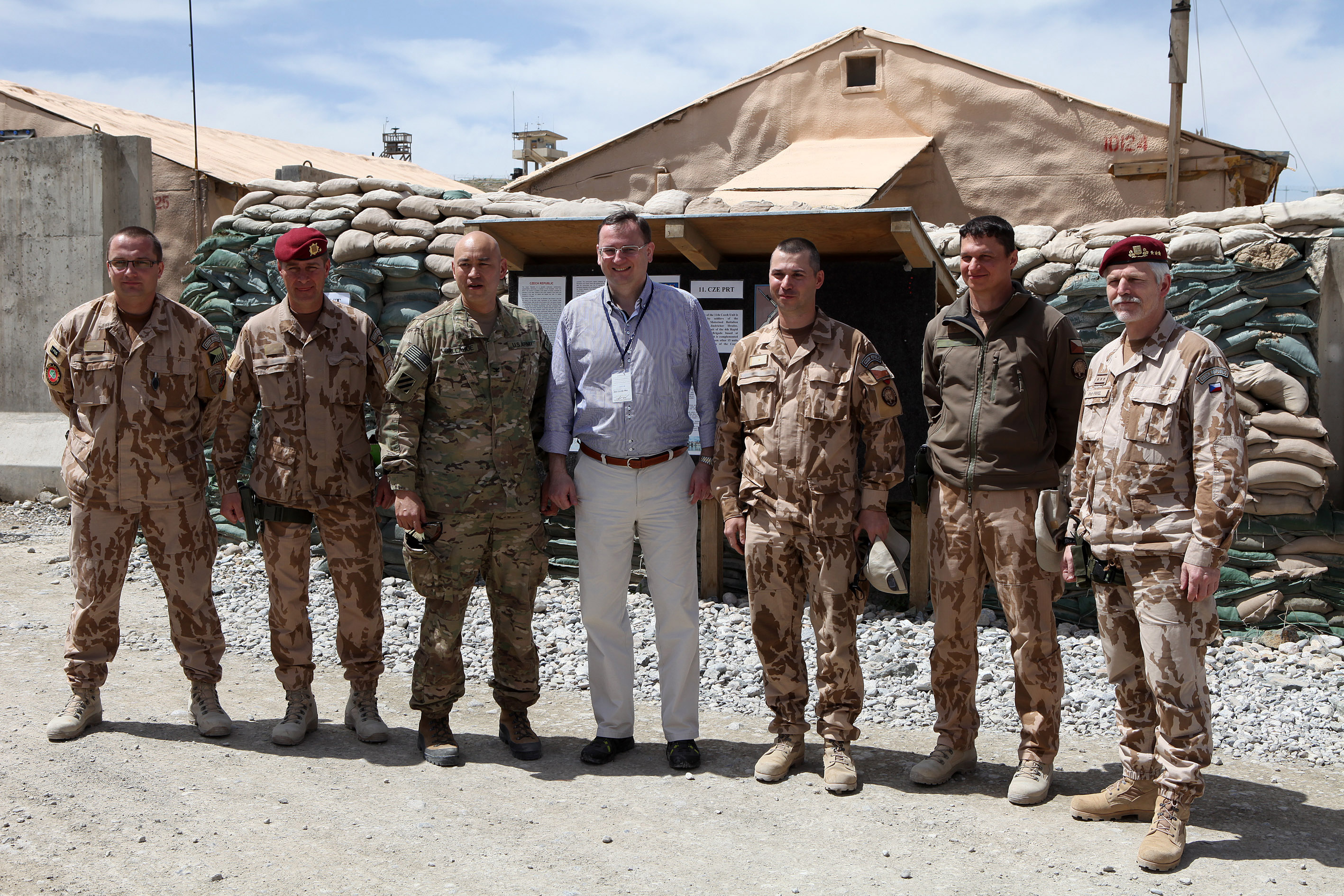
Premiér Petr Nečas a Petr Pavel s českými vojáky v Afghánistánu, duben 2013

Počátkem května 2023 vyjádřil názor, že plánovaná ukrajinská protiofenzíva s cílem získat zpět ukrajinské území, které bylo okupováno a anektováno Ruskem, má šanci na úspěch, ale zároveň upozornil, že „Rusko mělo čas připravit poměrně vysoce kvalitní a důkladnou obranu na některých liniích, což bude, pokud ji efektivně použijí, stát Ukrajinu velké oběti.“ Pavel varoval ukrajinské představitele při své cestě na Ukrajinu, aby se nesnažili chystanou protiofenzívu uspěchat a nenechali se „zatlačit do rychlejšího tempa dříve, než budou plně připraveni“ jen kvůli tomu, aby vykázali nějaké výsledky před západními spojenci, protože by to podle něj vedlo ke „strašlivým ztrátám“ a neúspěchu. Počátkem června 2023 varoval, že protiofenzíva válku neukončí a na podzim pravděpodobně dojde k zamrznutí konfliktu a k přípravám na další boje v roce 2024.

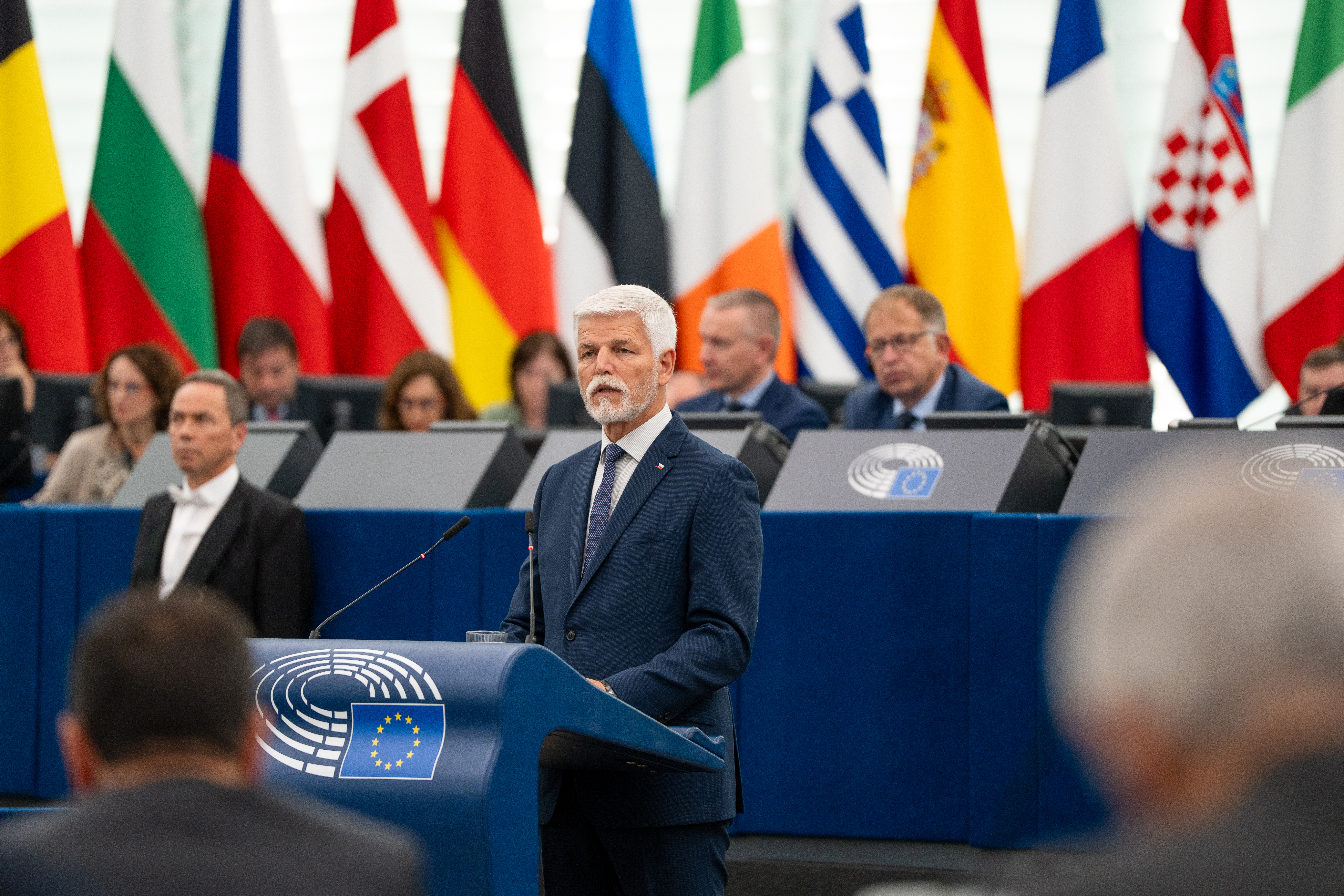
Petr Pavel při projevu v Evropském parlamentu

Pavel upozornil, že Rusko má tisíce jaderných hlavic a po invazi na Ukrajinu si není jistý, že ruské vedení nepodnikne něco „ještě šílenějšího, ať už je to konfrontace se silnějším soupeřem, jako je NATO,“ nebo rozhodnutí použít jaderné zbraně. V květnu 2024 uvedl, že ani po konci ruské invaze na Ukrajinu nepřestane Rusko zemím Evropy škodit.
V červenci 2023 vyslovil názor, že Rusové žijící v západních zemích by měli podléhat „přísnému dohledovému režimu“, „protože jsou občané země, která vede agresivní válku“. Putinův blízký spolupracovník Vjačeslav Volodin, kterého citovala ruská média, v reakci na Pavlova slova prohlásil, že Pavel chce Rusy žijící na Západě pozavírat do koncentračních táborů. Pavlova mluvčí Markéta Řeháková uvedla, že prezident Pavel v žádném případě „neměl na mysli internaci či jakýkoli druh pronásledování“. V únoru 2024 představil iniciativu, která má za cíl získat v zemích mimo Evropskou unii pro Ukrajinu významné zásoby dělostřeleckých granátů. K Pavlem představené iniciativě se připojila řada členských zemí EU.

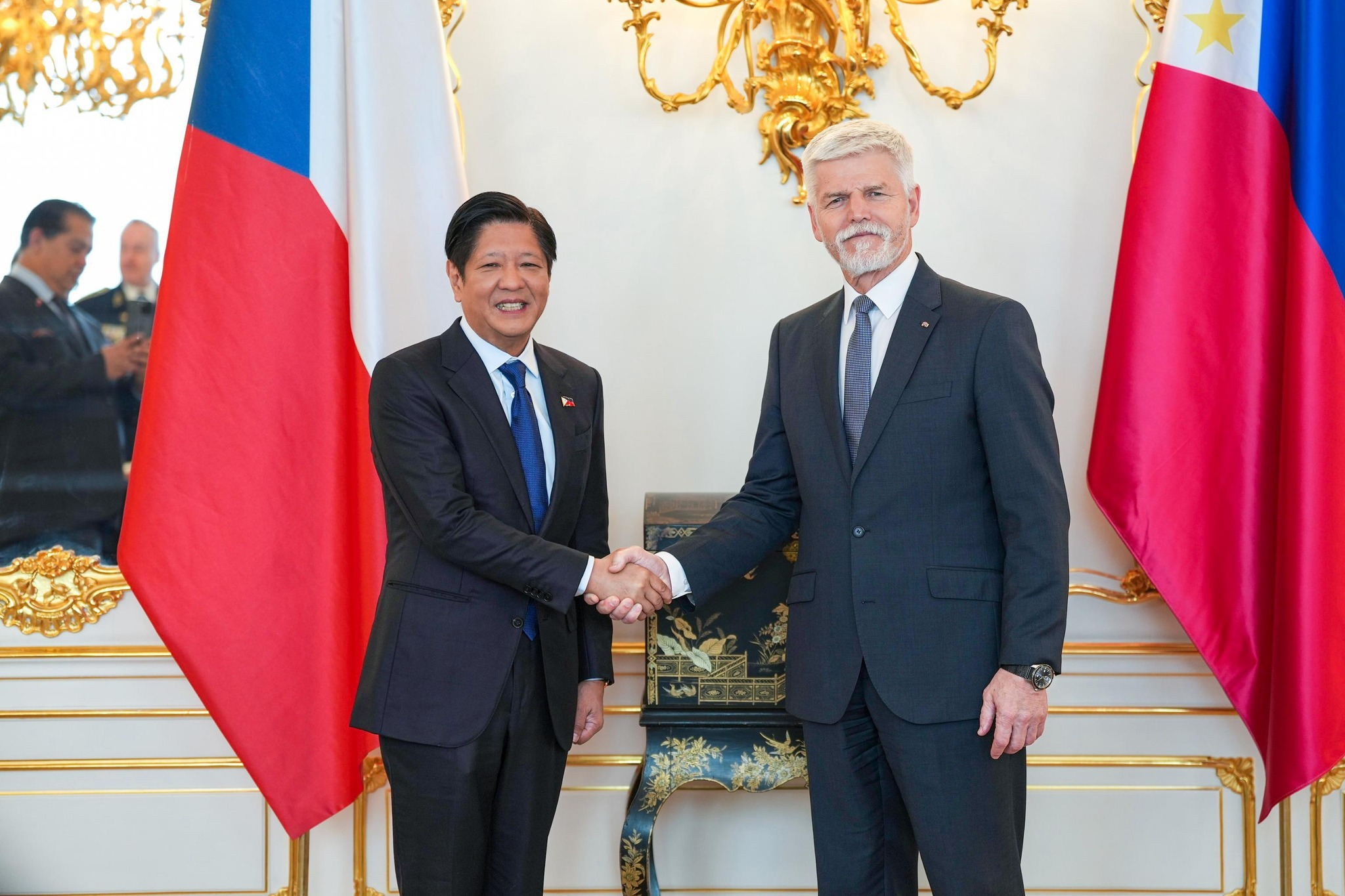
Pavel a filipínský prezident Bongbong Marcos na Pražském hradě 14. března 2024

Čínu označil za zemi nekompatibilní se západními demokraciemi. Na otázku o jednání s čínským prezidentem Si Ťin-pchingem v debatě na CNN Prima News v lednu 2023 uvedl, že by s ním jednal o ekonomických nebo geopolitických tématech, zdůrazňoval by přitom respekt k lidským právům. Podle Pavla si Čína nepřeje rychlé ukončení války na Ukrajině, protože válka oslabuje Rusko i Západ a dává Číně možnost získávat od Ruska levnou ropu, zemní plyn a další zdroje. Pavlův výrok o Číně kritizoval ruský ministr zahraničí Sergej Lavrov.
Odmítl přesun českého velvyslanectví v Izraeli z Tel Avivu do Jeruzaléma, který si jako své hlavní město nárokují jak Izrael, tak mezinárodně jen částečně uznaný Stát Palestina.
V souvislosti s tureckou invazí do Afrínu v Sýrii, která začala v lednu 2018 a byla namířena proti syrským Kurdům, sice uznal turecké právo na sebeobranu, zároveň poukazoval na nutnost nevnímat Kurdy jako homogenní skupinu a upozornil, že část z nich efektivně bojuje proti extremistům.

### Společenská témata
Opakovaně varoval před nebezpečím populismu, který podle něj vede k růstu napětí ve společnosti a je stejně nebezpečný jako vnější hrozby.
Kladně se postavil k stejnopohlavním sňatkům, adopcím homosexuálními páry a zavedení eutanázie, odmítl trest smrti. Uvedl, že by nevetoval zákon o stejnopohlavních sňatcích, ani zpřísnění zákona o střetu zájmů, určitou míru státního deficitu považoval za zdravou, ale jeho výše k roku 2022 měla být už snížena.

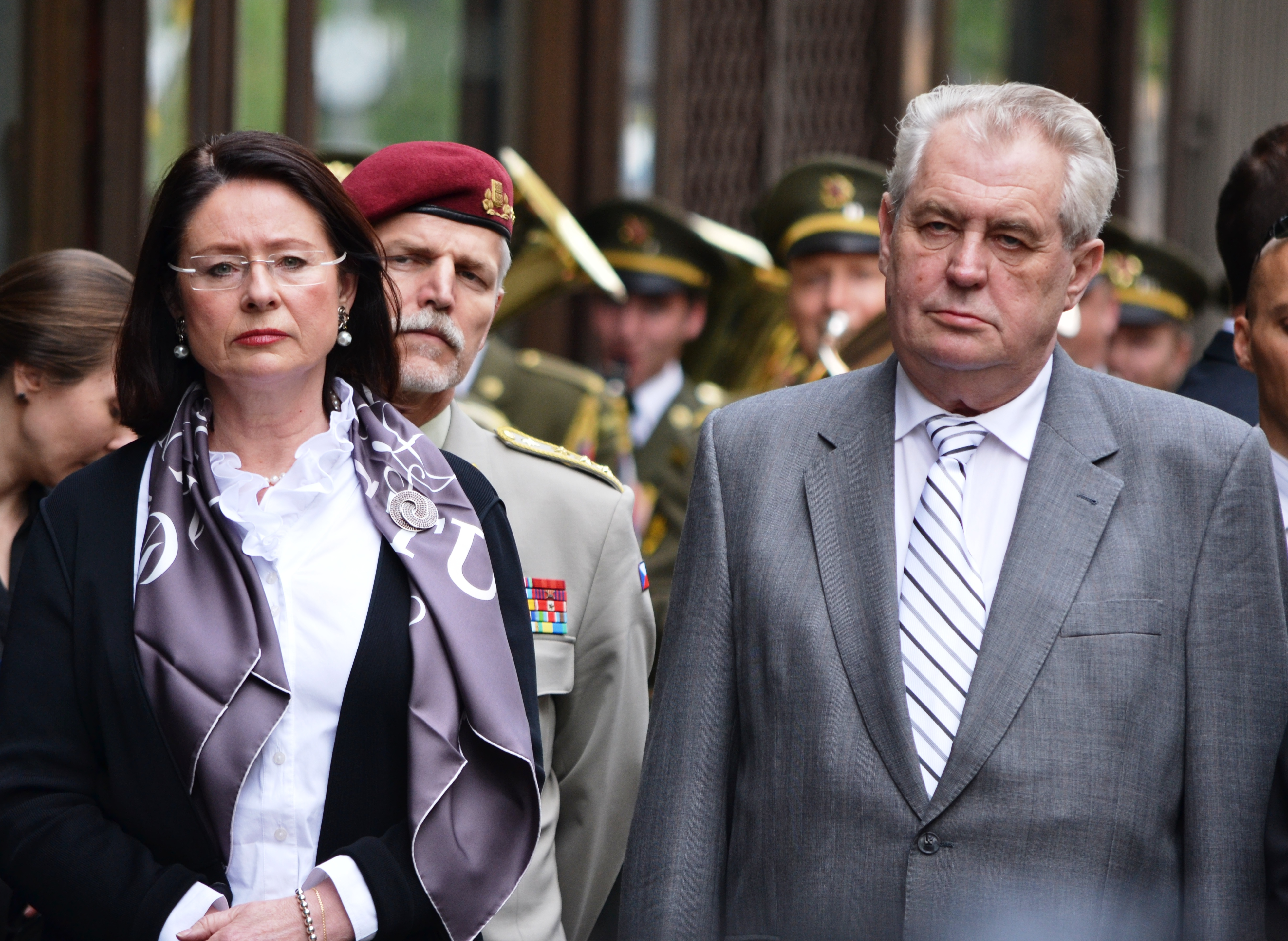
Petr Pavel (uprostřed) s tehdejší předsedkyní Poslanecké sněmovny Miroslavou Němcovou (ODS) a prezidentem Milošem Zemanem, rok 2013

### Vnitrostátní politika
Na pravolevé škále se v rozhovoru zařadil „napravo od středu se silným sociálním akcentem“. Ve sněmovních volbách v říjnu 2021 vyjádřil preferenci středo-pravicové koalici SPOLU, kterou by volil. Přestože se v prezidentské volbě nechtěl stát přímo jejím kandidátem, jednal o získání politické podpory koalice pro svou kandidaturu, kterou v říjnu 2022 skutečně obdržel. V předchozích přímých prezidentských volbách volil podle svého sdělení v roce 2013 v obou kolech nakonec poraženého Karla Schwarzenberga, v roce 2018 pak v prvním kole Pavla Fischera a ve druhém kole Jiřího Drahoše, který však prohrál v souboji s bývalým prezidentem Milošem Zemanem.

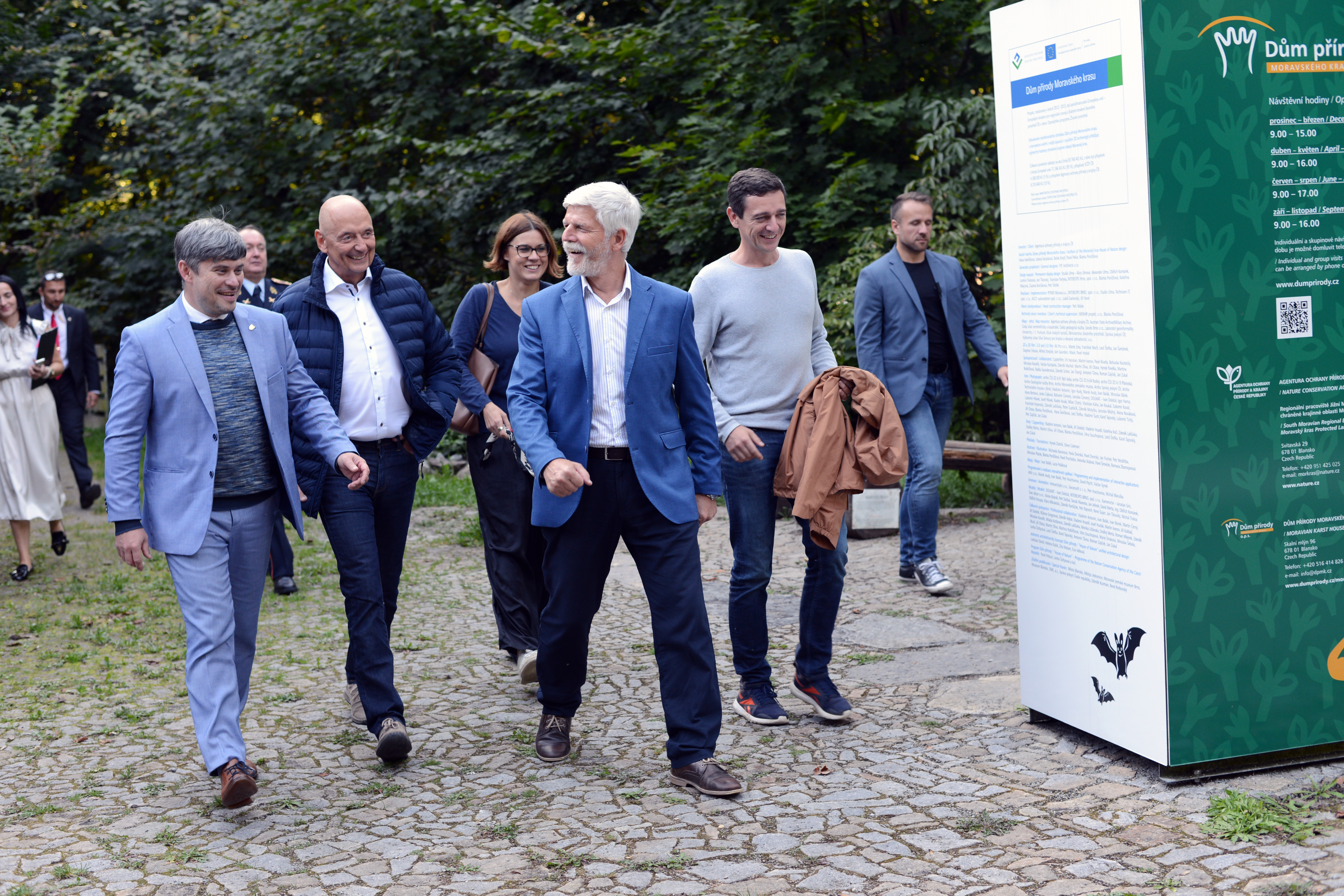
Pavel během návštěvy Jihomoravského kraje s vedoucím politického odboru prezidentské kanceláře Tomášem Lebedou (vlevo) a hejtmanem Jihomoravského kraje Janem Grolichem (KDU-ČSL) (vpravo), rok 2023

Podpořil zavedení eura. V srpnu 2022 se k otázce pořízení amerických stíhaček F-35 vyjadřoval z důvodu jejich vysoké ceny obezřetně a dal by přednost gripenům, v lednu 2023 upřesnil, že by si nejdřív vyžádal analýzu, jestli akvizice neuškodí rozvoji jiných druhů sil.
Na otázku, zda by bojoval, kdyby před listopadem 1989 došlo k válce a musel by se postavit proti našim tehdejším nepřátelům a nynějším spojencům, odpověděl, že „voják brání svoji zemi a lidi, kteří v ní žijí. (…) každý voják bojuje za lidi, které má rád a pro něž stojí za to obětovat i život“.
V reakci na dezinformace hovořící o tom, že v případě vítězství Petra Pavla v prezidentských volbách dojde z důvodu jeho vojenské minulosti k mobilizaci a přímému zapojení Česka do války na Ukrajině, uvedl: „Vím, o čem válka je, a rozhodně bych to nikomu nepřál. První, co bych dělal, je, že bych se snažil zemi držet od války co nejdál. Ale tím neříkám, že držet zemi co nejdál od války znamená rezignovat na to špatné, co se děje. Protože pokud tomu budeme jenom přihlížet, tak se válka dostane i k nám. (...) Vojáci války nezačínají. Začínají je politici a vojáci to pak za ně řeší.“

## Soukromý život

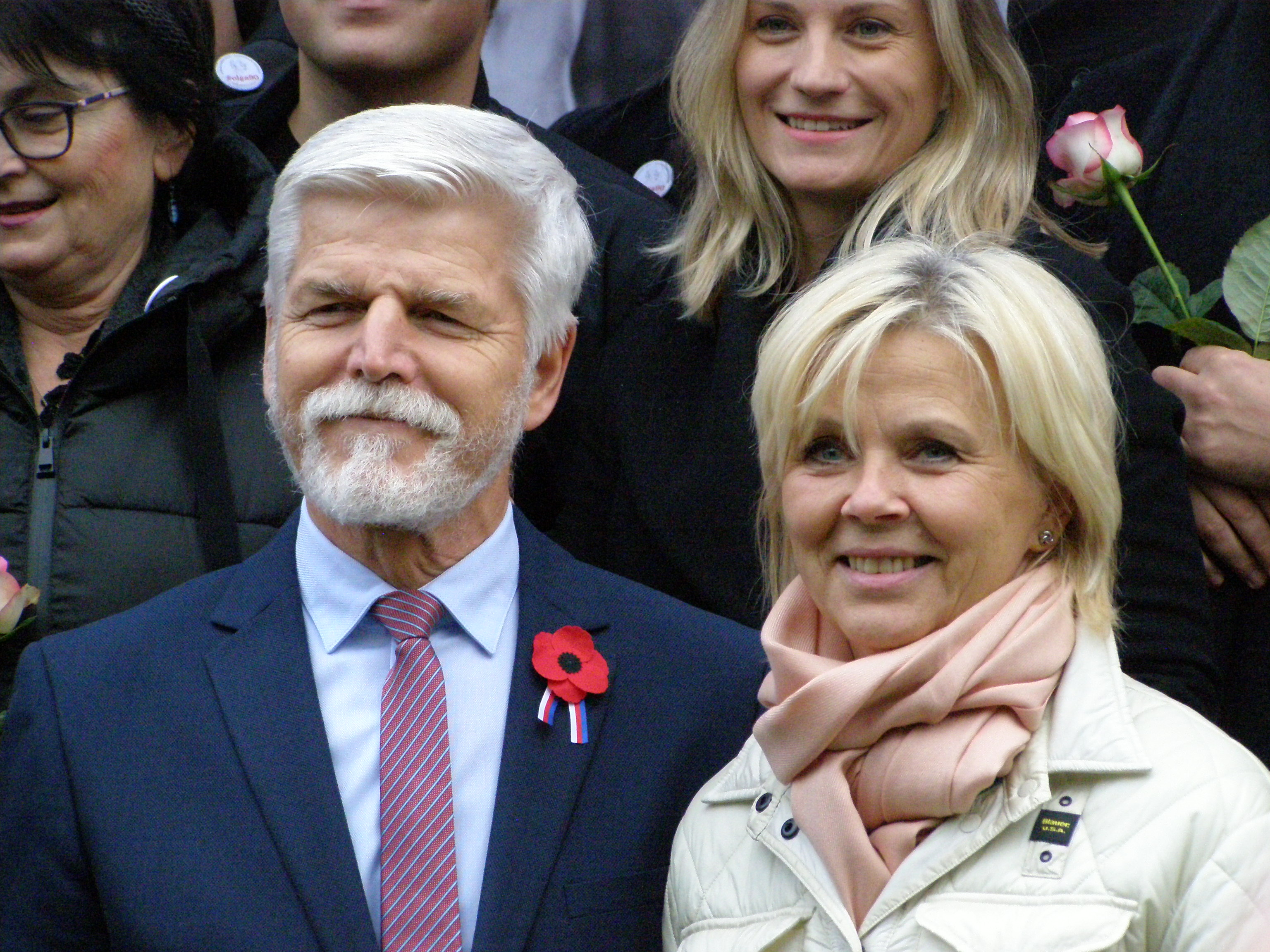
Petr Pavel s chotí Evou Pavlovou

Z prvního manželství s Hanou Pavlovou, s níž se oženil v srpnu 1986, má dva syny. Rozvedli se v roce 2001. V roce 2004 se podruhé oženil s podplukovnicí v záloze Evou Pavlovou. Spolu s ní vychovával oba své syny i její dceru Evu. Mezi jeho zájmy patří cestování, lyžování, fotografie a knihy. Vlastní motocykl Jawa 350/634-7 „Konopnice“, jenž se objevil i v jednom z jeho volebních klipů, a který využívá k nostalgickým vyjížďkám.
V době kandidatury na prezidenta v roce 2023 měl bydliště hlášené v obci Černouček v okrese Litoměřice, kde jeho choť rovněž působí jako členka obecního zastupitelstva. V obci svého bydliště vyhrál 1. kolo prezidentské volby se ziskem 81,61 %, druhé kolo zde vyhrál se ziskem 90,97 % hlasů.

## Vyznamenání

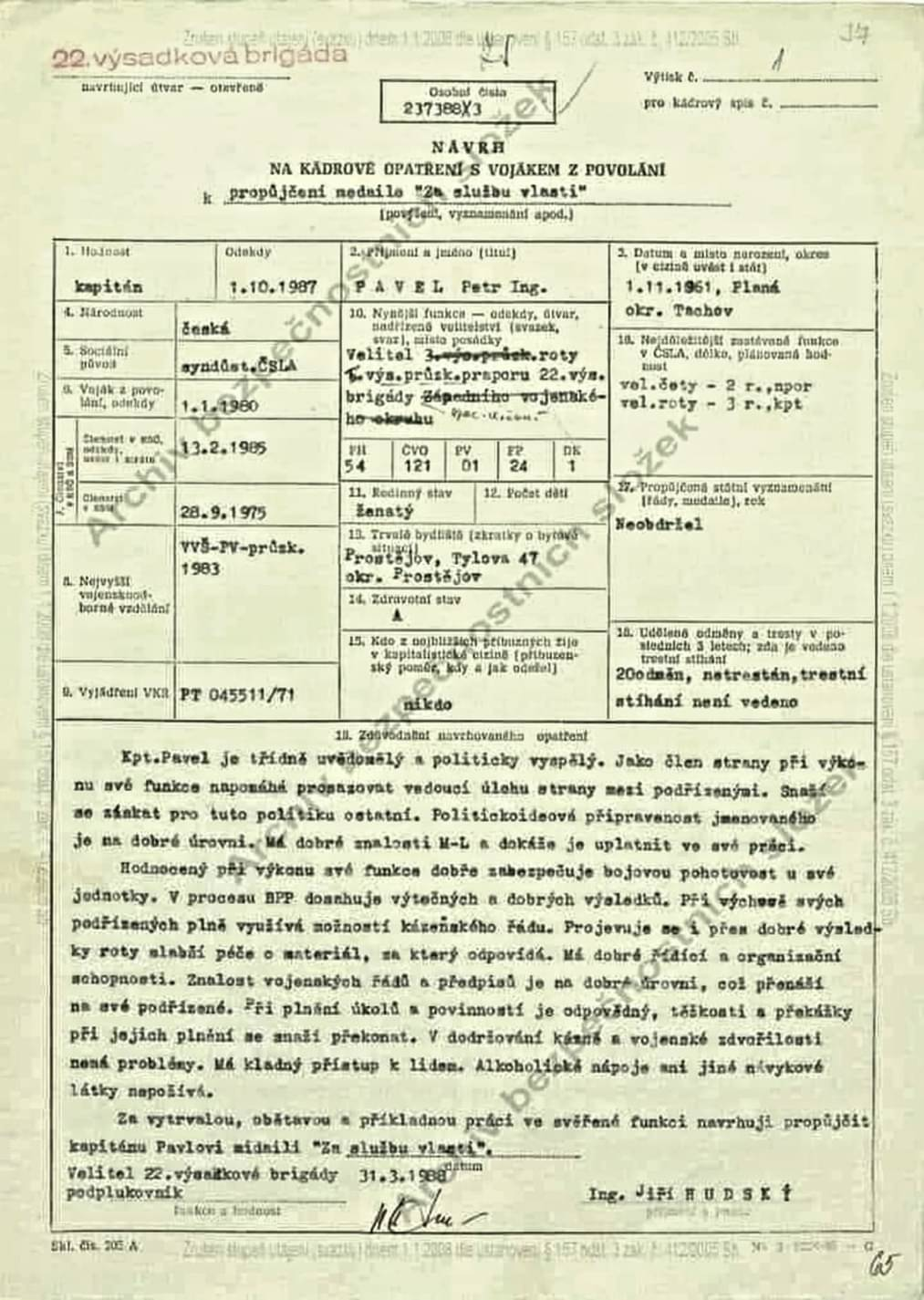
Posudek k propůjčení medaile "Za službu vlasti" (dokument je datován do 31. března 1988)

- Medaile Za službu vlasti (1988)
- Medaile Organizace spojených národů „Za službu míru“ UNPROFOR (1993)
- Medaile Za hrdinství (1995)[188]
- Kříž za vojenskou chrabrost (Francie) – s bronzovou hvězdou (1993)[189]
- Čestný odznak Armády České republiky Za zásluhy III. stupně
- Čestný pamětní odznak Za službu míru[188]
- Čestný pamětní odznak k 50. výročí vzniku čs. výsadkového vojska (1997)
- Čestný pamětní odznak 50 let NATO (1999)
- Pamětní odznak NATO 1999–2004 (2004)
- Medaile ministra obrany ČR Za službu v zahraničí – BOJOVÁ MISE III. stupně[52]
- Medaile ministra obrany ČR Za službu v zahraničí – KUVAJT III. stupně[52]
- Záslužný kříž ministra obrany České republiky – III. a II. stupně[52]
- Medaile Armády České republiky – III. – I. stupně[52]
- Pamětní medaile k 20. výročí vzniku Ozbrojených sil Slovenské republiky (Slovensko)
- Pamětní medaile ministra obrany Slovenské republiky (Slovensko) – I. stupně
- Stužka medaile Za službu v ozbrojených silách České republiky – I. stupně – XX[52]
- Řád čestné legie (Francie) – důstojník (2012)[190]
- Záslužný kříž náčelníka Vojenské kanceláře prezidenta republiky (2013)[191]
- Řád zlaté vařečky Sdružení hasičů Čech, Moravy a Slezska
- Medaile Jihomoravského kraje TGM „Za rozvoj skautingu“ Junáka – českého skauta[192]
- Kříž dobrého sousedství Běloruské exilové vlády (2024)[193]
- Národní řád za zásluhy (Francie) – komandér (2016)[194]
- Čestný odznak Ministerstva obrany „Svatý Jiří“ (Bulharsko) – I. stupně (2017)[195]
- Medaile Karla Kramáře (2014)[196]
- Kříž obrany státu (2018)[197]
- Řád koruny (Belgie) – velkokříž (2018)
- Řád záslužné legie (USA) – komandér (2018)[198]
- Řád Tomáše Garrigua Masaryka – I. třída, po dobu výkonu úřadu prezidenta republiky[199]
- Řád Bílého lva – I. třída, po dobu výkonu úřadu prezidenta republiky[200]
- Řád bílého dvojkříže občanské skupiny I. třídy za přínos k rozvoji česko-slovenských vztahů, udělila Zuzana Čaputová 13. června 2024[201]
- Řád nizozemského lva (Nizozemsko) – velkokříž (2025)

## Galerie

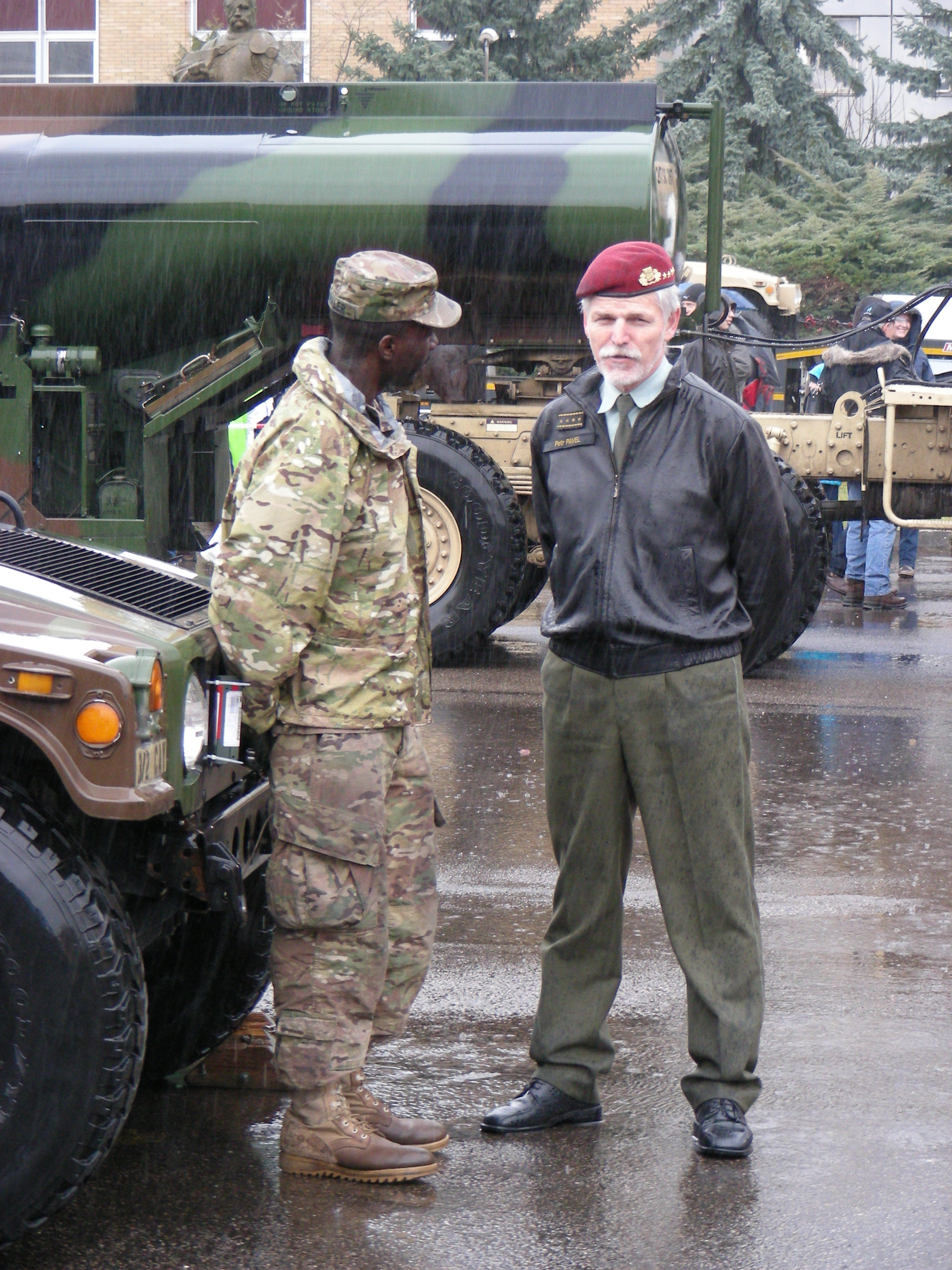
Pavel s vojákem z amerického konvoje Dragoon Ride v Praze 31. března 2015
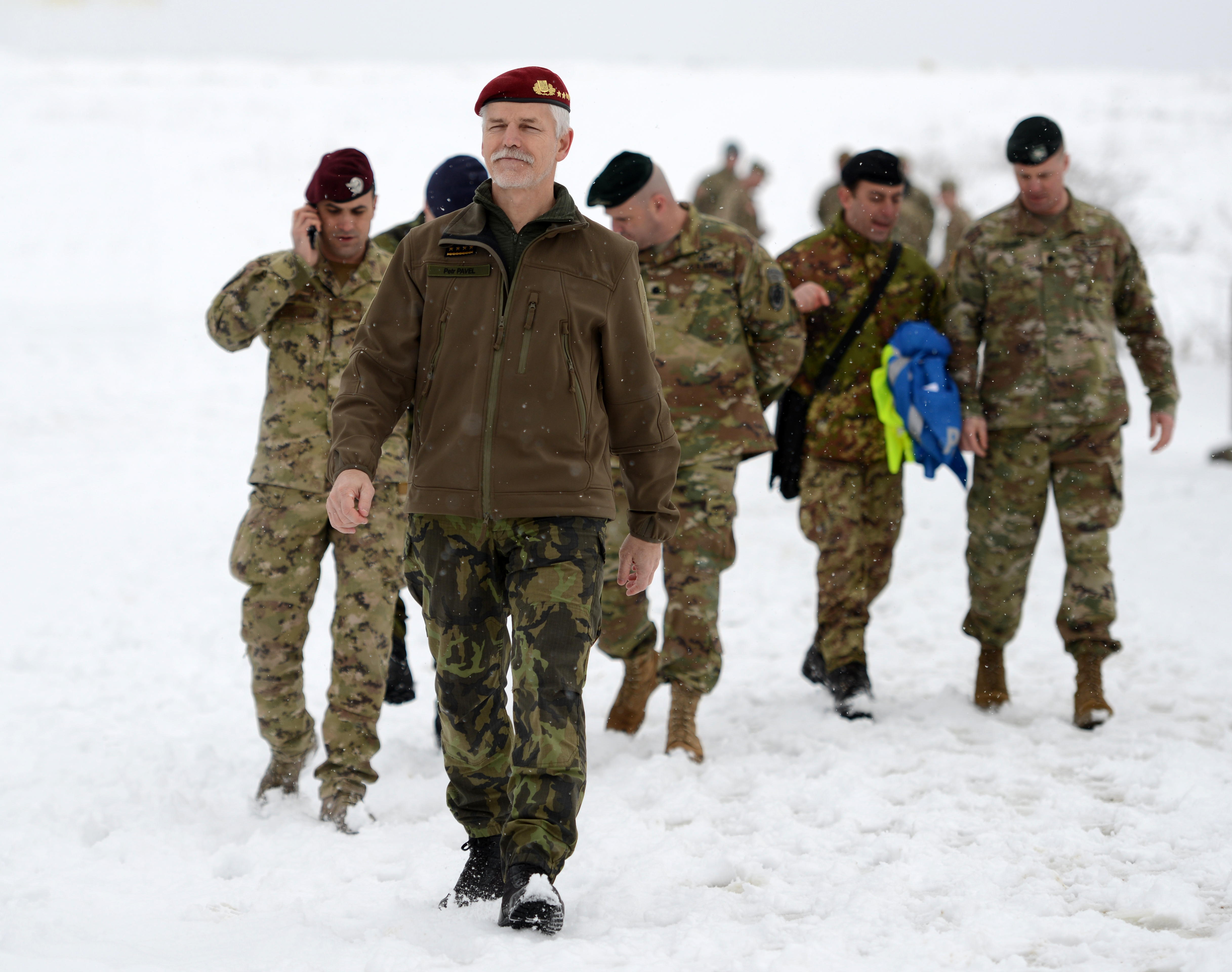
Pavel na základně Pfullendorf v Německu (2016)
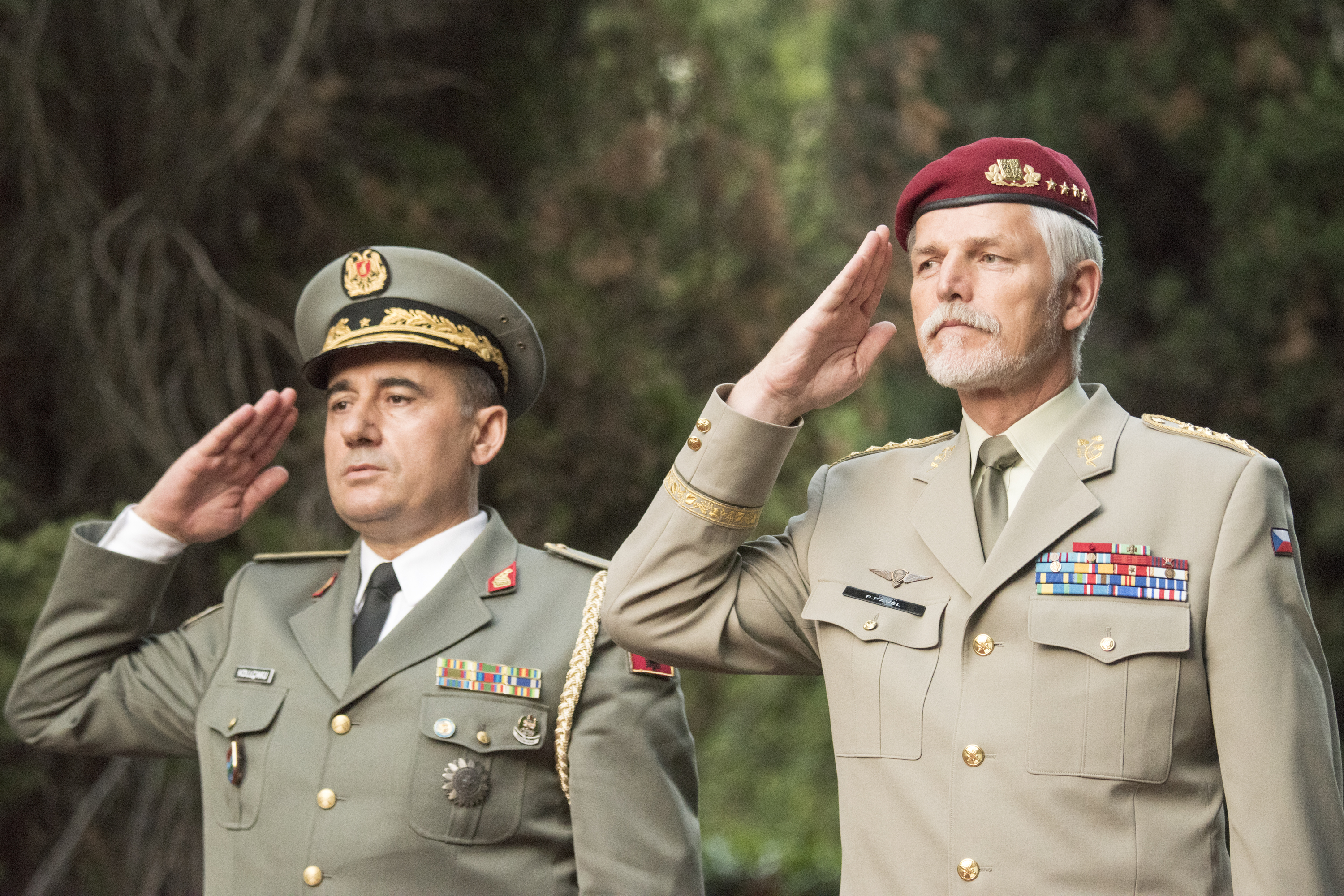
Petr Pavel s náčelníkem albánského generálního štábu, rok 2017
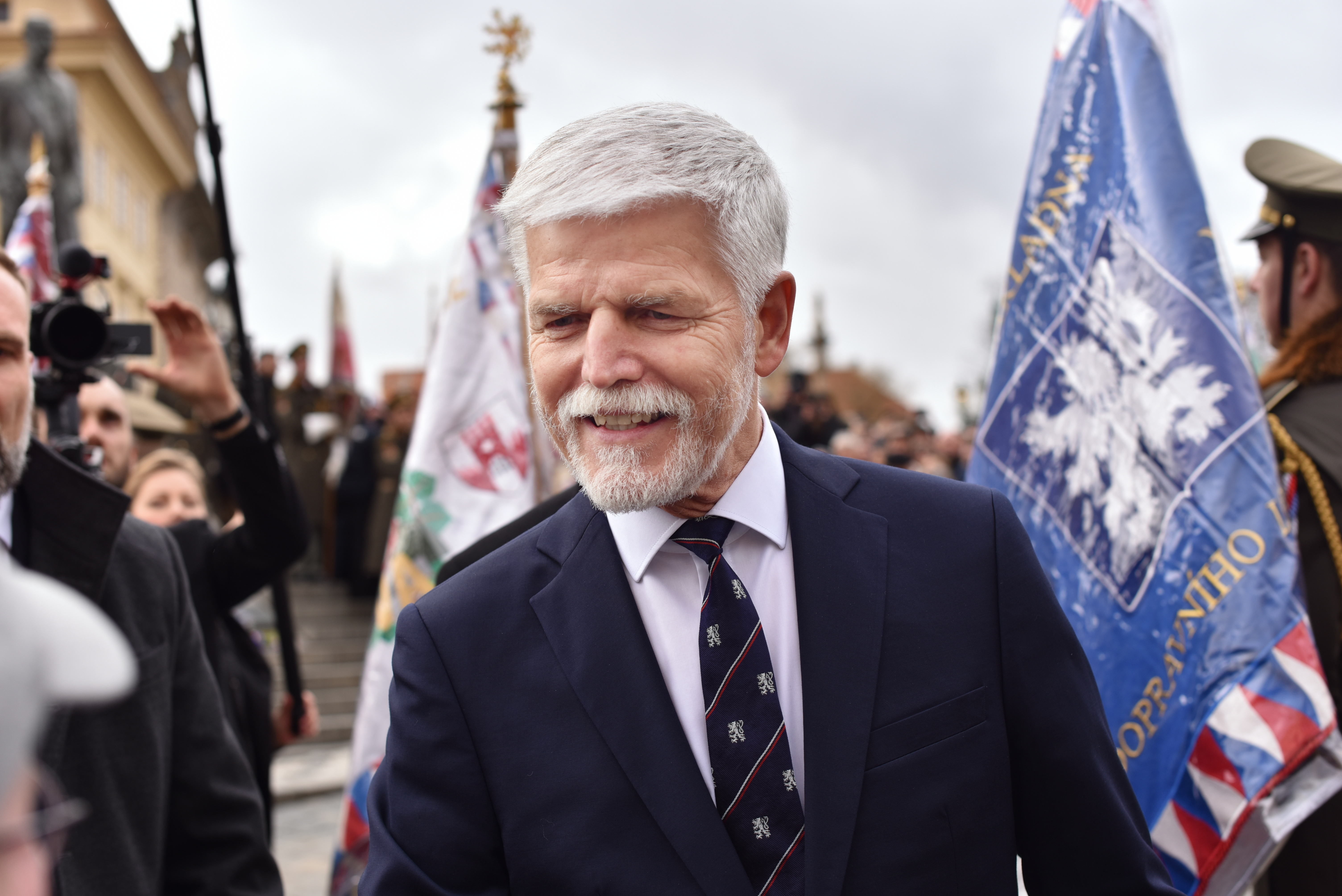
Petr Pavel během setkání s občany po inauguraci, březen 2023
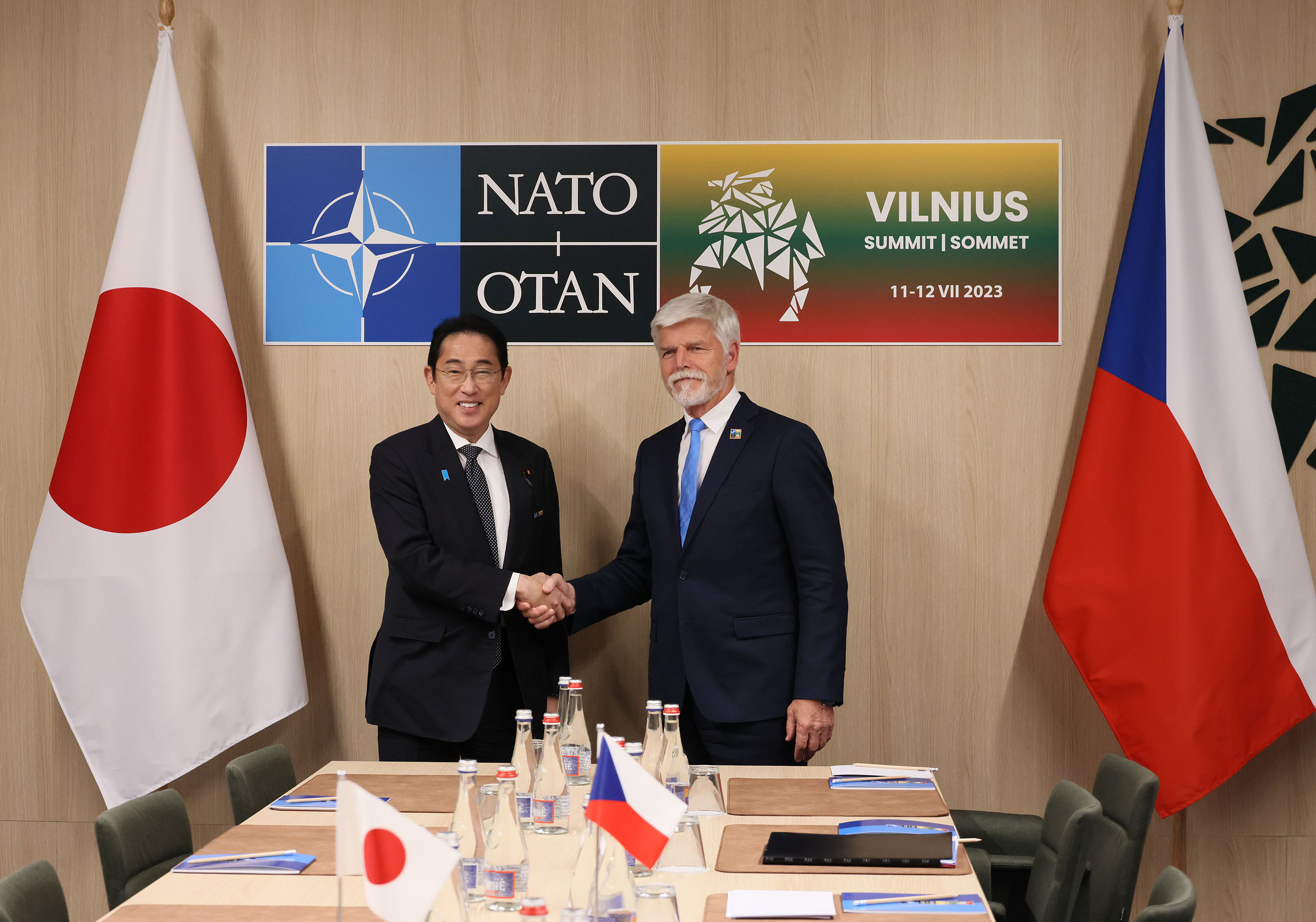
Pavel během setkání s japonským premiérem Fumiem Kišidou, 2023